# Liste der Stolpersteine in Aurich
Die Liste der Stolpersteine in Aurich enthält die Stolpersteine, die im Rahmen des gleichnamigen Kunst-Projekts von Gunter Demnig in Aurich verlegt wurden. Mit ihnen soll an die Opfer des Nationalsozialismus erinnert werden, die in Aurich lebten und wirkten.
Die letzte Verlegung fand am 9. Mai 2023 statt.

## Liste der Stolpersteine
| Name                       | Adresse                      | Bild | Inschrift | Verlegedatum  | Biografie und Anmerkungen |
| -------------------------- | ---------------------------- | --- | --- | ------------- | --- |
| Simon Samson               | Am Pferdemarkt 5 ·           | Bild gesucht Die Wikipedia wünscht sich an dieser Stelle ein Bild vom Ort mit diesen Koordinaten 53.474785 7.484399 . Motiv: Rudolf-Eucken-Allee 4: die Stolpersteine für die Familie Samson, die Lage und das Haus Falls du dabei helfen möchtest, erklärt die Anleitung , wie das geht. BW                                               | Hier wohnte Simon Joseph Samson Jg. 1877 Flucht 1939 Holland interniert Westerbork deportiert 1943 Theresienstadt ermordet 19.12.1943                                   | 12. Juni 2012 | |
| Goldine Samson             | Am Pferdemarkt 5 ·           | Bild gesucht Die Wikipedia wünscht sich an dieser Stelle ein Bild vom hier behandelten Ort. Falls du dabei helfen möchtest, erklärt die Anleitung , wie das geht. BW | Hier wohnte Goldine Samson geb. Wallheimer Jg. 1879 Flucht 1939 Holland interniert Westerbork deportiert 1943 Theresienstadt ermordet 25.10.1944 Auschwitz              | 12. Juni 2012 | |
| Edith Samson               | Am Pferdemarkt 5 ·           | Bild gesucht Die Wikipedia wünscht sich an dieser Stelle ein Bild vom hier behandelten Ort. Falls du dabei helfen möchtest, erklärt die Anleitung , wie das geht. BW | Hier wohnte Edith Samson Jg. 1914 Flucht 1938 Holland beim Moorbauern versteckt überlebt                                                                                | 12. Juni 2012 | |
| Benni Simon Samson         | Am Pferdemarkt 5 ·           | Bild gesucht Die Wikipedia wünscht sich an dieser Stelle ein Bild vom hier behandelten Ort. Falls du dabei helfen möchtest, erklärt die Anleitung , wie das geht. BW | Hier wohnte Benni Samson Jg. 1911 Flucht 1938 Holland beim Moorbauern versteckt überlebt                                                                                | 12. Juni 2012 | |
| Resi Samson                | Am Pferdemarkt 5 ·           | Bild gesucht Die Wikipedia wünscht sich an dieser Stelle ein Bild vom hier behandelten Ort. Falls du dabei helfen möchtest, erklärt die Anleitung , wie das geht. BW | Hier wohnte Resi Samson geb. Cohen Jg. 1918 Flucht 1938 Holland beim Moorbauern versteckt überlebt                                                                      | 12. Juni 2012 | |
| Paul Rosenthal             | Am Pferdemarkt 5 ·           | Bild gesucht Die Wikipedia wünscht sich an dieser Stelle ein Bild vom hier behandelten Ort. Falls du dabei helfen möchtest, erklärt die Anleitung , wie das geht. BW | Hier wohnte Paul Rosenthal Jg. 1889 unfreiwillig verzogen 1940 Hamburg deportiert 1942 Theresienstadt ermordet 1.1.1944                                                 | 3. Juli 2015  | |
| Elisabeth Rosenthal        | Am Pferdemarkt 5 ·           | Bild gesucht Die Wikipedia wünscht sich an dieser Stelle ein Bild vom hier behandelten Ort. Falls du dabei helfen möchtest, erklärt die Anleitung , wie das geht. BW | Hier wohnte Elisabeth Rosenthal geb. Kirchner Jg. 1896 unfreiwillig verzogen 1940 Hamburg gedemütigt/entrechtet Flucht in den Tod 1.7.1944 Berlin                       | 3. Juli 2015  | |
| Hedwig Salomons            | Am Neuen Hafen 2 ·           | Stolperstein für Hedwig Salomons | Hier wohnte Hedwig Salomons geb. Friedenberg Jg. 1886 Flucht 1939 Holland interniert Westerbork deportiert 1943 Sobibor ermordet 7.5.1943                               | 22. März 2012 | |
| Ruth Salomons              | Am Neuen Hafen 2 ·           | Stolperstein für Ruth Salomons | Hier wohnte Ruth Salomons Jg. 1919 Flucht 1938 Holland interniert Westerbork deportiert 1942 Auschwitz ermordet 7.9.1942                                                | 22. März 2012 | |
| Josef Ruben Samson         | Am Neuen Hafen 2 ·           | Stolperstein für Josef Ruben Samson | Hier wohnte Josef Ruben Samson Jg. 1900 Flucht 1937 Luxemburg interniert Drancy deportiert 1942 ermordet in Auschwitz                                                   | 22. März 2012 | |
| Carla Samson               | Am Neuen Hafen 2 ·           | Stolperstein für Carla Samson | Hier wohnte Carla Samson geb. Hoffmann Jg. 1906 Flucht 1937 Luxemburg interniert Drancy deportiert 1942 ermordet in Auschwitz                                           | 22. März 2012 | |
| Sonja Samson               | Am Neuen Hafen 2 ·           | Stolperstein für Sonja Samson | Hier wohnte Sonja Samson Jg. 1931 Flucht 1937 Luxemburg überlebt | 22. März 2012 | |
| Selma Schanzer             | Breiter Weg 5 ·              | Bild gesucht Die Wikipedia wünscht sich an dieser Stelle ein Bild vom Ort mit diesen Koordinaten 53.472954 7.480719 . Motiv: Breiter Weg 5: die Stolpersteine für die Familien Wallheimer und Cohen Falls du dabei helfen möchtest, erklärt die Anleitung , wie das geht. BW                                                               | Hier wohnte Selma Schanzer | 12. Juni 2012 | |
| Milli Seligmann            | Breiter Weg 5 ·              | Bild gesucht Die Wikipedia wünscht sich an dieser Stelle ein Bild vom hier behandelten Ort. Falls du dabei helfen möchtest, erklärt die Anleitung , wie das geht. BW | Hier wohnte Milli Seligmann | 12. Juni 2012 | |
| Fanni Hirschberg           | Breiter Weg 5 ·              | Bild gesucht Die Wikipedia wünscht sich an dieser Stelle ein Bild vom hier behandelten Ort. Falls du dabei helfen möchtest, erklärt die Anleitung , wie das geht. BW | Hier wohnte Fanni Hirschberg | 12. Juni 2012 | |
| Wilhelm Wallheimer         | Breiter Weg 5 ·              | Bild gesucht Die Wikipedia wünscht sich an dieser Stelle ein Bild vom hier behandelten Ort. Falls du dabei helfen möchtest, erklärt die Anleitung , wie das geht. BW | Hier wohnte Wilhelm Wallheimer | 12. Juni 2012 | |
| Rosa Wallheimer            | Breiter Weg 5 ·              | Bild gesucht Die Wikipedia wünscht sich an dieser Stelle ein Bild vom hier behandelten Ort. Falls du dabei helfen möchtest, erklärt die Anleitung , wie das geht. BW | Hier wohnte Rosa Wallheimer | 12. Juni 2012 | |
| Bernhard Wallheimer        | Breiter Weg 5 ·              | Bild gesucht Die Wikipedia wünscht sich an dieser Stelle ein Bild vom hier behandelten Ort. Falls du dabei helfen möchtest, erklärt die Anleitung , wie das geht. BW | Hier wohnte Bernhard Wallheimer | 12. Juni 2012 | |
| Horst Wallheimer           | Breiter Weg 5 ·              | Bild gesucht Die Wikipedia wünscht sich an dieser Stelle ein Bild vom hier behandelten Ort. Falls du dabei helfen möchtest, erklärt die Anleitung , wie das geht. BW | Hier wohnte Horst Wallheimer | 12. Juni 2012 | |
| Vera Wallheimer            | Breiter Weg 5 ·              | Bild gesucht Die Wikipedia wünscht sich an dieser Stelle ein Bild vom hier behandelten Ort. Falls du dabei helfen möchtest, erklärt die Anleitung , wie das geht. BW | Hier wohnte Vera Wallheimer | 12. Juni 2012 | |
| Abraham Moses Cohen        | Breiter Weg 5 ·              | Bild gesucht Die Wikipedia wünscht sich an dieser Stelle ein Bild vom hier behandelten Ort. Falls du dabei helfen möchtest, erklärt die Anleitung , wie das geht. BW | Hier wohnte Abraham Moses Cohen | 12. Juni 2012 | |
| Auguste Cohen              | Breiter Weg 5 ·              | Bild gesucht Die Wikipedia wünscht sich an dieser Stelle ein Bild vom hier behandelten Ort. Falls du dabei helfen möchtest, erklärt die Anleitung , wie das geht. BW | Hier wohnte Auguste Cohen | 12. Juni 2012 | |
| Max Cohen                  | Breiter Weg 5 ·              | Bild gesucht Die Wikipedia wünscht sich an dieser Stelle ein Bild vom hier behandelten Ort. Falls du dabei helfen möchtest, erklärt die Anleitung , wie das geht. BW | Hier wohnte Max Cohen | 12. Juni 2012 | |
| Dodo Cohen                 | Breiter Weg 5 ·              | Bild gesucht Die Wikipedia wünscht sich an dieser Stelle ein Bild vom hier behandelten Ort. Falls du dabei helfen möchtest, erklärt die Anleitung , wie das geht. BW | Hier wohnte Dodo Cohen | 12. Juni 2012 | |
| Levi 'Louis'Wolff          | Breiter Weg 8 ·              | Stolperstein für Levi 'Louis' Wolff | Hier wohnte Levi 'Louis' Wolff Jg. 1884 Flucht 1938 Holland interniert Westerbork deportiert 1942 Auschwitz ermordet 5.11.1942                                          | 17. Juli 2014 | |
| Marianne Wolff             | Breiter Weg 8 ·              | Stolperstein für Marianne Wolff | Hier wohnte Marianne Wolff geb. Karseboom Jg. 1884 Flucht 1938 Holland interniert Westerbork deportiert 1942 Auschwitz ermordet 5.11.1942                               | 17. Juli 2014 | |
| Lydia Wolff                | Breiter Weg 8 ·              | Stolperstein für Lydia Wolff | Hier wohnte Lydia Wolff Jg. 1922 Flucht 1937 Holland interniert Westerbork deportiert 1942 Auschwitz ermordet 30.11.1942                                                | 17. Juli 2014 | |
| Iwan Samson                | Breiter Weg 21 ·             | Stolperstein für Iwan Samson | Hier wohnte Iwan Samson Jg. 1899 unfreiwillig verzogen Flucht Belgien interniert Mechelen deportiert 1944 ermordet in Auschwitz                                         | 21. Okt. 2016 | |
| Hannchen Samson            | Breiter Weg 21 ·             | Stolperstein für Hannchen Samson | Hier wohnte Hannchen Samson geb. Wolff Jg. 1900 unfreiwillig verzogen 1938 Norden Flucht Belgien interniert Mechelen deportiert 1944 ermordet in Auschwitz              | 21. Okt. 2016 | |
| Marga Samson               | Breiter Weg 21 ·             | Stolperstein für Marga Samson | Hier wohnte Marga Samson verh. Vangeebergen Jg. 1926 unfreiwillig verzogen 1938 Norden Flucht Belgien mit Hilfe überlebt                                                | 21. Okt. 2016 | |
| Hans 'Henri'Samson         | Breiter Weg 21 ·             | Stolperstein für Hans 'Henri' Samson | Hier wohnte Hans 'Henri' Samson Jg. 1929 unfreiwillig verzogen 1938 Norden Flucht Belgien mit Hilfe überlebt                                                            | 21. Okt. 2016 | |
| Mathilde van Dyk           | Burgstraße 21 ·              | Bild gesucht Die Wikipedia wünscht sich an dieser Stelle ein Bild vom Ort mit diesen Koordinaten 53.469267 7.480743 . Motiv: Burgstraße 21: die Stolpersteine für die Familie van Dyk, die Lage und das Haus Falls du dabei helfen möchtest, erklärt die Anleitung , wie das geht. BW                                                      | Hier wohnte Mathilde van Dyk geb. Levy Jg. 1864 deportiert 1942 Theresienstadt 1942 Treblinka ermordet                                                                  | 14. Dez. 2013 | |
| Karl van Dyk               | Burgstraße 21 ·              | Bild gesucht Die Wikipedia wünscht sich an dieser Stelle ein Bild vom hier behandelten Ort. Falls du dabei helfen möchtest, erklärt die Anleitung , wie das geht. BW | Hier wohnte Karl van Dyk Jg. 1894 deportiert 1941 Riga 1944 Stutthof 1944 Buchenwald ermordet 7.2.1945                                                                  | 14. Dez. 2013 | |
| Erna van Dyk               | Burgstraße 21 ·              | Bild gesucht Die Wikipedia wünscht sich an dieser Stelle ein Bild vom hier behandelten Ort. Falls du dabei helfen möchtest, erklärt die Anleitung , wie das geht. BW | Hier wohnte Erna van Dyk geb. Wolff Jg. 1893 deportiert 1941 Riga 1944 Stutthof ermordet 18.12.1944                                                                     | 14. Dez. 2013 | |
| Abraham Alfred van Dyk     | Burgstraße 21 ·              | Bild gesucht Die Wikipedia wünscht sich an dieser Stelle ein Bild vom hier behandelten Ort. Falls du dabei helfen möchtest, erklärt die Anleitung , wie das geht. BW | Hier wohnte Abraham Alfred van Dyk Jg. 1921 Flucht 1937 Holland USA überlebt                                                                                            | 14. Dez. 2013 | |
| Meno Lothar van Dyk        | Burgstraße 21 ·              | Bild gesucht Die Wikipedia wünscht sich an dieser Stelle ein Bild vom hier behandelten Ort. Falls du dabei helfen möchtest, erklärt die Anleitung , wie das geht. BW | Hier wohnte Meno Lothar van Dyk Jg. 1923 Flucht 1940 USA überlebt | 14. Dez. 2013 | |
| Margrit van Dyk            | Burgstraße 21 ·              | Bild gesucht Die Wikipedia wünscht sich an dieser Stelle ein Bild vom hier behandelten Ort. Falls du dabei helfen möchtest, erklärt die Anleitung , wie das geht. BW | Hier wohnte Margrit van Dyk Jg. 1929 deportiert 1941 Riga 1944 Stutthof ...                                                                                             | 14. Dez. 2013 | |
| Levy 'Leo'Wolff            | Esenser Straße 30 ·          | Bild gesucht Die Wikipedia wünscht sich an dieser Stelle ein Bild vom Ort mit diesen Koordinaten 53.47495 7.485213 . Motiv: Esenser Straße 30: die Stolpersteine für die Familie Wolff, die Lage und das Haus Falls du dabei helfen möchtest, erklärt die Anleitung , wie das geht. BW                                                     | Hier wohnte Levy 'Leo' Wolff Jg. 1899 'Schutzhaft' 1938 Sachsenhausen Flucht 1939 USA                                                                                   | 24. Juni 2021 | |
| Betti Wolff                | Esenser Straße 30 ·          | Bild gesucht Die Wikipedia wünscht sich an dieser Stelle ein Bild vom hier behandelten Ort. Falls du dabei helfen möchtest, erklärt die Anleitung , wie das geht. BW | Hier wohnte Betti Wolff geb. Stern Jg. 1908 Flucht 1939 USA | 24. Juni 2021 | |
| Josef Wolff                | Esenser Straße 30 ·          | Bild gesucht Die Wikipedia wünscht sich an dieser Stelle ein Bild vom hier behandelten Ort. Falls du dabei helfen möchtest, erklärt die Anleitung , wie das geht. BW | Hier wohnte Josef Wolff Jg. 1934 Flucht 1939 USA | 24. Juni 2021 | |
| Gustav J. Wolff            | Esenser Straße ggü 82        | Bild gesucht Die Wikipedia wünscht sich an dieser Stelle ein Bild vom Ort mit diesen Koordinaten 53.479208 7.487742 . Motiv: Esenser Straße ggü 82: die Stolpersteine für die Familie Wolff, die Lage und das Haus Falls du dabei helfen möchtest, erklärt die Anleitung , wie das geht. BW                                                | Hier wohnte Gustav J. Wolff Jg. 1902 'Schutzhaft' 1938 Buchenwald Flucht Belgien interniert Mechelen deportiert 1944 ermordet in Auschwitz                              | 24. Juni 2021 | |
| Gelly Levy Wolff           | Esenser Straße ggü 82        | Bild gesucht Die Wikipedia wünscht sich an dieser Stelle ein Bild vom hier behandelten Ort. Falls du dabei helfen möchtest, erklärt die Anleitung , wie das geht. BW | Hier wohnte Gelly Levy Wolff geb. Wolffs Jg. 1906 Flucht 1937 Palästina                                                                                                 | 24. Juni 2021 | |
| Joseph Wolff               | Esenser Straße ggü 82        | Bild gesucht Die Wikipedia wünscht sich an dieser Stelle ein Bild vom hier behandelten Ort. Falls du dabei helfen möchtest, erklärt die Anleitung , wie das geht. BW | Hier wohnte Joseph Wolff Jg. 1930 Flucht 1937 Palästina | 24. Juni 2021 | |
| Cläre Wolff                | Esenser Straße ggü 82        | Bild gesucht Die Wikipedia wünscht sich an dieser Stelle ein Bild vom hier behandelten Ort. Falls du dabei helfen möchtest, erklärt die Anleitung , wie das geht. BW | Hier wohnte Cläre Wolff verh. Fischer Jg. 1927 Flucht 1937 Palästina | 24. Juni 2021 | |
| Abraham Josef Samson       | Esenser Straße 107 ·         | Bild gesucht Die Wikipedia wünscht sich an dieser Stelle ein Bild vom Ort mit diesen Koordinaten 53.481546 7.489703 . Motiv: Esenser Straße 107: die Stolpersteine für die Familie Samson, die Lage und das Haus Falls du dabei helfen möchtest, erklärt die Anleitung , wie das geht. BW                                                  | Hier wohnte Abraham Josef Samson | 5. Dez. 2015  | |
| Hedwig Samson              | Esenser Straße 107 ·         | Bild gesucht Die Wikipedia wünscht sich an dieser Stelle ein Bild vom hier behandelten Ort. Falls du dabei helfen möchtest, erklärt die Anleitung , wie das geht. BW | Hier wohnte Hedwig Samson | 5. Dez. 2015  | |
| Dina Samson                | Esenser Straße 107 ·         | Bild gesucht Die Wikipedia wünscht sich an dieser Stelle ein Bild vom hier behandelten Ort. Falls du dabei helfen möchtest, erklärt die Anleitung , wie das geht. BW | Hier wohnte Dina Samson | 5. Dez. 2015  | |
| Julius Abraham Samson      | Esenser Straße 107 ·         | Bild gesucht Die Wikipedia wünscht sich an dieser Stelle ein Bild vom hier behandelten Ort. Falls du dabei helfen möchtest, erklärt die Anleitung , wie das geht. BW | Hier wohnte Julius Abraham Samson | 5. Dez. 2015  | |
| Emmy Samson                | Esenser Straße 107 ·         | Bild gesucht Die Wikipedia wünscht sich an dieser Stelle ein Bild vom hier behandelten Ort. Falls du dabei helfen möchtest, erklärt die Anleitung , wie das geht. BW | Hier wohnte Emmy Samson | 5. Dez. 2015  | |
| Röschen Wallheimer         | Fockenbollwerkstraße 4       | Bild gesucht Die Wikipedia wünscht sich an dieser Stelle ein Bild vom Ort mit diesen Koordinaten 53.467335 7.487588 . Motiv: Fockenbollwerkstraße 4: die Stolpersteine für die Familie Wallheimer, die Lage und das Haus Falls du dabei helfen möchtest, erklärt die Anleitung , wie das geht. BW                                          | Hier wohnte Röschen Wallheimer Jg. 1885 deportiert 1941 Kowno, Fort IX ermordet 25.11.1941                                                                              | 22. März 2012 | |
| Simon Wallheimer           | Fockenbollwerkstraße 4       | Bild gesucht Die Wikipedia wünscht sich an dieser Stelle ein Bild vom hier behandelten Ort. Falls du dabei helfen möchtest, erklärt die Anleitung , wie das geht. BW | Hier wohnte Simon Wallheimer Jg. 1887 deportiert 1941 Kowno, Fort IX ermordet 25.11.1941                                                                                | 22. März 2012 | |
| Wolff Wilhelm Wallheimer   | Fockenbollwerkstraße 4       | Bild gesucht Die Wikipedia wünscht sich an dieser Stelle ein Bild vom hier behandelten Ort. Falls du dabei helfen möchtest, erklärt die Anleitung , wie das geht. BW | Hier wohnte Wolff Wilhelm Wallheimer Jg. 1889 deportiert 1941 Kowno, Fort IX ermordet 25.11.1941                                                                        | 22. März 2012 | |
| Karoline Wallheimer        | Fockenbollwerkstraße 4       | Bild gesucht Die Wikipedia wünscht sich an dieser Stelle ein Bild vom hier behandelten Ort. Falls du dabei helfen möchtest, erklärt die Anleitung , wie das geht. BW | Hier wohnte Karoline Wallheimer Jg. 1890 deportiert 1941 Kowno, Fort IX ermordet 25.11.1941                                                                             | 22. März 2012 | |
| Goldine Hoffmann           | Fockenbollwerkstraße 7 ·     | Bild gesucht Die Wikipedia wünscht sich an dieser Stelle ein Bild vom Ort mit diesen Koordinaten 53.467366 7.488127 . Motiv: Fockenbollwerkstraße 7: die Stolpersteine für die Familie Hoffmann, die Lage und das Haus Falls du dabei helfen möchtest, erklärt die Anleitung , wie das geht. BW                                            | Hier wohnte Goldine Hoffmann | 12. Juni 2012 | |
| Artur Hoffmann             | Fockenbollwerkstraße 7 ·     | Bild gesucht Die Wikipedia wünscht sich an dieser Stelle ein Bild vom hier behandelten Ort. Falls du dabei helfen möchtest, erklärt die Anleitung , wie das geht. BW | Hier wohnte Artur Hoffmann | 12. Juni 2012 | |
| Feodor Hoffmann            | Fockenbollwerkstraße 7 ·     | Bild gesucht Die Wikipedia wünscht sich an dieser Stelle ein Bild vom hier behandelten Ort. Falls du dabei helfen möchtest, erklärt die Anleitung , wie das geht. BW | Hier wohnte Feodor Hoffmann | 12. Juni 2012 | |
| Heimann Wolff Wolffs       | Georgswall 23 ·              | Bild gesucht Die Wikipedia wünscht sich an dieser Stelle ein Bild vom Ort mit diesen Koordinaten 53.468213 7.484557 . Motiv: Georgswall 23: die Stolpersteine für die Familien Wolffs und Wallheimer, die Lage und das Haus Falls du dabei helfen möchtest, erklärt die Anleitung , wie das geht. BW                                       | Hier wohnte Heimann Wolff Wolffs Jg. 1884 'Schutzhaft' 1938 Buchenwald tot an den Folgen 22.12.1938                                                                     | 17. Juli 2014 | |
| Rosa Wolffs                | Georgswall 23 ·              | Bild gesucht Die Wikipedia wünscht sich an dieser Stelle ein Bild vom hier behandelten Ort. Falls du dabei helfen möchtest, erklärt die Anleitung , wie das geht. BW | Hier wohnte Rosa Wolffs geb. Stahl Jg. 1890 deportiert 1942 Łodz/Litzmannstadt ermordet 5.5.1942 Chelmno/Kulmhof                                                        | 17. Juli 2014 | |
| Lazarus 'Lutz'Wolffs       | Georgswall 23 ·              | Bild gesucht Die Wikipedia wünscht sich an dieser Stelle ein Bild vom hier behandelten Ort. Falls du dabei helfen möchtest, erklärt die Anleitung , wie das geht. BW | Hier wohnte Lazarus 'Lutz' Wolffs Jg. 1917 'Schutzhaft' 1938 Sachsenhausen deportiert 1942 Auschwitz ermordet 15.1.1944                                                 | 17. Juli 2014 | |
| Wolff Heimann Wolffs       | Georgswall 23 ·              | Bild gesucht Die Wikipedia wünscht sich an dieser Stelle ein Bild vom hier behandelten Ort. Falls du dabei helfen möchtest, erklärt die Anleitung , wie das geht. BW | Hier wohnte Wolff Heimann Wolffs Jg. 1917 Flucht 1937 Holland interniert Westerbork deportiert 1943 Auschwitz ermordet 3.12.1943                                        | 17. Juli 2014 | |
| Otto Wolffs                | Georgswall 23 ·              | Bild gesucht Die Wikipedia wünscht sich an dieser Stelle ein Bild vom hier behandelten Ort. Falls du dabei helfen möchtest, erklärt die Anleitung , wie das geht. BW | Hier wohnte Otto Wolffs Jg. 1926 Kindertransport 1939 England | 17. Juli 2014 | |
| Guste Margrit Wolffs       | Georgswall 23 ·              | Bild gesucht Die Wikipedia wünscht sich an dieser Stelle ein Bild vom hier behandelten Ort. Falls du dabei helfen möchtest, erklärt die Anleitung , wie das geht. BW | Hier wohnte Guste Margrit Wolffs verh. Silbermann Jg. 1928 Kindertransport 1939 England                                                                                 | 17. Juli 2014 | |
| Levy Abraham Wallheimer    | Georgswall 23 ·              | Bild gesucht Die Wikipedia wünscht sich an dieser Stelle ein Bild vom hier behandelten Ort. Falls du dabei helfen möchtest, erklärt die Anleitung , wie das geht. BW | Hier wohnte Levy Abraham Wallheimer | 5. Okt. 2021  | |
| Jettchen Wallheimer        | Georgswall 23 ·              | Bild gesucht Die Wikipedia wünscht sich an dieser Stelle ein Bild vom hier behandelten Ort. Falls du dabei helfen möchtest, erklärt die Anleitung , wie das geht. BW | Hier wohnte Jettchen Wallheimer | 5. Okt. 2021  | |
| Abraham Wallheimer         | Georgswall 23 ·              | Bild gesucht Die Wikipedia wünscht sich an dieser Stelle ein Bild vom hier behandelten Ort. Falls du dabei helfen möchtest, erklärt die Anleitung , wie das geht. BW | Hier wohnte Abraham Wallheimer | 5. Okt. 2021  | |
| Gisela Wallheimer          | Georgswall 23 ·              | Bild gesucht Die Wikipedia wünscht sich an dieser Stelle ein Bild vom hier behandelten Ort. Falls du dabei helfen möchtest, erklärt die Anleitung , wie das geht. BW | Hier wohnte Gisela Wallheimer | 5. Okt. 2021  | |
| Levy David Wolff           | Große Mühlenwallstraße 1 ·   | Bild gesucht Die Wikipedia wünscht sich an dieser Stelle ein Bild vom Ort mit diesen Koordinaten 53.471336 7.485882 . Motiv: Große Mühlenwallstraße 1: die Stolpersteine für die Familie Wolff Falls du dabei helfen möchtest, erklärt die Anleitung , wie das geht. BW                                                                    | Hier wohnte Levy David Wolff Jg. 1877 Flucht 1938 Holland interniert Westerbork deportiert 1942 Auschwitz ermordet 19.10.1942                                           | 27. Jan. 2015 | |
| Marianne Wolff             | Große Mühlenwallstraße 1 ·   | Bild gesucht Die Wikipedia wünscht sich an dieser Stelle ein Bild vom hier behandelten Ort. Falls du dabei helfen möchtest, erklärt die Anleitung , wie das geht. BW | Hier wohnte Marianne Wolff verh. Salomons Jg. 1908 Flucht 1933 Holland interniert Westerbork deportiert 1942 Auschwitz ermordet 19.10.1942                              | 27. Jan. 2015 | |
| Kurt Wolff                 | Große Mühlenwallstraße 1 ·   | Bild gesucht Die Wikipedia wünscht sich an dieser Stelle ein Bild vom hier behandelten Ort. Falls du dabei helfen möchtest, erklärt die Anleitung , wie das geht. BW | Hier wohnte Kurt Wolff Jg. 1909 Flucht 1938 USA | 27. Jan. 2015 | |
| Netta Wolff                | Große Mühlenwallstraße 1 ·   | Bild gesucht Die Wikipedia wünscht sich an dieser Stelle ein Bild vom hier behandelten Ort. Falls du dabei helfen möchtest, erklärt die Anleitung , wie das geht. BW | Hier wohnte Netta Wolff verh. Izaaks Jg. 1915 Flucht 1935 Holland interniert Westerbork deportiert 1942 Auschwitz ermordet 19.10.1942                                   | 27. Jan. 2015 | |
| David Wolff                | Große Mühlenwallstraße 1 ·   | Bild gesucht Die Wikipedia wünscht sich an dieser Stelle ein Bild vom hier behandelten Ort. Falls du dabei helfen möchtest, erklärt die Anleitung , wie das geht. BW | Hier wohnte David Wolff Jg. 1917 Flucht 1935 USA | 27. Jan. 2015 | |
| Max Wolff                  | Große Mühlenwallstraße 1 ·   | Bild gesucht Die Wikipedia wünscht sich an dieser Stelle ein Bild vom hier behandelten Ort. Falls du dabei helfen möchtest, erklärt die Anleitung , wie das geht. BW | Hier wohnte Max Wolff Jg. 1920 Flucht 1937 USA | 27. Jan. 2015 | |
| Gertrud Wolff              | Große Mühlenwallstraße 1 ·   | Bild gesucht Die Wikipedia wünscht sich an dieser Stelle ein Bild vom hier behandelten Ort. Falls du dabei helfen möchtest, erklärt die Anleitung , wie das geht. BW | Hier wohnte Gertrud Wolff Jg. 1924 Schicksal unbekannt | 27. Jan. 2015 | |
| David Isaak Wolff          | Große Mühlenwallstraße 34 ·  | Bild gesucht Die Wikipedia wünscht sich an dieser Stelle ein Bild vom Ort mit diesen Koordinaten 53.468075 7.485865 . Motiv: hinter Große Mühlenwallstraße 34: die Stolpersteine für die Familie Wolff, die Lage und das Haus Falls du dabei helfen möchtest, erklärt die Anleitung , wie das geht. BW                                     | Hier wohnte David Isaak Wolff Jg. 1889 Flucht 1939 Holland interniert Westerbork deportiert 1943 Auschwitz ermordet 19.2.1943                                           | 12. Juni 2012 | die Stolpersteine für die Familie David Isaak Wolff wurden ursprünglich vor dem Haus verlegt, anlässlich eines Straßenumbaus wurden die Stolpersteine am 21. Oktober 2016 hinter das Haus umverlegt |
| Regina Wolff               | Große Mühlenwallstraße 34 ·  | Bild gesucht Die Wikipedia wünscht sich an dieser Stelle ein Bild vom hier behandelten Ort. Falls du dabei helfen möchtest, erklärt die Anleitung , wie das geht. BW | Hier wohnte Regina Wolff geb. Gumpert Jg. 1891 Flucht 1939 Holland interniert Westerbork deportiert 1943 Auschwitz ermordet 19.2.1943                                   | 12. Juni 2012 | |
| Kurt David Wolff           | Große Mühlenwallstraße 34 ·  | Bild gesucht Die Wikipedia wünscht sich an dieser Stelle ein Bild vom hier behandelten Ort. Falls du dabei helfen möchtest, erklärt die Anleitung , wie das geht. BW | Hier wohnte Kurt David Wolff Jg. 1921 Flucht 1937 Holland interniert Westerbork deportiert 1943 Auschwitz ermordet 30.11.1943                                           | 12. Juni 2012 | |
| Jakob Isaak Wolff          | Große Mühlenwallstraße 34 ·  | Bild gesucht Die Wikipedia wünscht sich an dieser Stelle ein Bild vom hier behandelten Ort. Falls du dabei helfen möchtest, erklärt die Anleitung , wie das geht. BW | Hier wohnte Jakob Isaak Wolff | 23. Okt. 2017 | |
| Hertha Wolff               | Große Mühlenwallstraße 34 ·  | Bild gesucht Die Wikipedia wünscht sich an dieser Stelle ein Bild vom hier behandelten Ort. Falls du dabei helfen möchtest, erklärt die Anleitung , wie das geht. BW | Hier wohnte Hertha Wolff | 23. Okt. 2017 | |
| Fritz Jakob Wolff          | Große Mühlenwallstraße 34 ·  | Bild gesucht Die Wikipedia wünscht sich an dieser Stelle ein Bild vom hier behandelten Ort. Falls du dabei helfen möchtest, erklärt die Anleitung , wie das geht. BW | Hier wohnte Fritz Jakob Wolff | 23. Okt. 2017 | |
| Gisela Gertrud Wolff       | Große Mühlenwallstraße 34 ·  | Bild gesucht Die Wikipedia wünscht sich an dieser Stelle ein Bild vom hier behandelten Ort. Falls du dabei helfen möchtest, erklärt die Anleitung , wie das geht. BW | Hier wohnte Gisela Gertrud Wolff | 23. Okt. 2017 | |
| Ludwig Wolff               | Große Mühlenwallstraße 36 ·  | Bild gesucht Die Wikipedia wünscht sich an dieser Stelle ein Bild vom Ort mit diesen Koordinaten 53.467941 7.485915 . Motiv: Große Mühlenwallstraße 36: die Stolpersteine für die Familie Wolff, die Lage und das Haus Falls du dabei helfen möchtest, erklärt die Anleitung , wie das geht. BW                                            | Hier wohnte Ludwig Wolff | 23. Okt. 2017 | |
| Hildegard A. Wolff         | Große Mühlenwallstraße 36 ·  | Bild gesucht Die Wikipedia wünscht sich an dieser Stelle ein Bild vom hier behandelten Ort. Falls du dabei helfen möchtest, erklärt die Anleitung , wie das geht. BW | Hier wohnte Hildegard A. Wolff | 23. Okt. 2017 | |
| Sally Ludwig Wolff         | Große Mühlenwallstraße 36 ·  | Bild gesucht Die Wikipedia wünscht sich an dieser Stelle ein Bild vom hier behandelten Ort. Falls du dabei helfen möchtest, erklärt die Anleitung , wie das geht. BW | Hier wohnte Sally Ludwig Wolff | 23. Okt. 2017 | |
| Helga Wolff                | Große Mühlenwallstraße 36 ·  | Bild gesucht Die Wikipedia wünscht sich an dieser Stelle ein Bild vom hier behandelten Ort. Falls du dabei helfen möchtest, erklärt die Anleitung , wie das geht. BW | Hier wohnte Helga Wolff | 23. Okt. 2017 | |
| David Hess                 | Julianenburger Straße 31 ·   | Stolperstein für David Hess | Hier wohnte David Hess Jg. 1876 deportiert 1942 Theresienstadt ermordet 23.7.1943                                                                                       | 22. März 2012 | |
| Caroline Hess              | Julianenburger Straße 31 ·   | Stolperstein für Caroline Hess | Hier wohnte Caroline Hess geb. Meyer Jg. 1885 deportiert 1942 Theresienstadt ermordet 1944 Auschwitz                                                                    | 22. März 2012 | |
| Hertha Johanna Hess        | Julianenburger Straße 31 ·   | Stolperstein für Hertha Johanna Hess | Hier wohnte Hertha Johanna Hess Jg. 1924 deportiert 1943 Auschwitz ermordet 21.2.1943                                                                                   | 22. März 2012 | |
| Max Hess                   | Julianenburger Straße 31 ·   | Stolperstein für Max Hess | Hier wohnte Max Hess Jg. 1929 deportiert 1942 Theresienstadt ermordet 1944 Auschwitz                                                                                    | 22. März 2012 | |
| Rahel Rosa Wolff           | Julianenburger Straße 31 ·   | Stolperstein für Rahel Rosa Wolff | Hier wohnte Rahel Rosa Wolff geb. de Loewe Jg. 1868 deportiert 1942 Theresienstadt ermordet 18.1.1943                                                                   | 22. März 2012 | |
| Leo Wolff                  | Julianenburger Straße 31 ·   | Stolperstein für Leo Wolff | Hier wohnte Leo Wolff Jg. 1896 Flucht 1938 Holland interniert Westerbork deportiert 1943 Auschwitz ermordet 2.1.1944                                                    | 22. März 2012 | |
| Esther Wolff               | Julianenburger Straße 31 ·   | Stolperstein für Esther Wolff | Hier wohnte Esther Wolff geb. Hiegentlich Jg. 1897 Flucht 1938 Holland interniert Westerbork deportiert 1943 Auschwitz ermordet 19.11.1943                              | 22. März 2012 | |
| Aron Wolff                 | Julianenburger Straße 31 ·   | Stolperstein für Aron Wolff | Hier wohnte Aron Wolff Jg. 1933 Flucht 1938 Holland interniert Westerbork deportiert 1943 Auschwitz ermordet 19.11.1943                                                 | 22. März 2012 | |
| Wolff Leo Wolff            | Julianenburger Straße 31 ·   | Stolperstein für Wolff Leo Wolff | Hier wohnte Wolff Leo Wolff Jg. 1933 Flucht 1938 Holland interniert Westerbork deportiert 1942 Auschwitz ermordet 19.11.1943                                            | 22. März 2012 | |
| Hanni Wolff                | Julianenburger Straße 31 ·   | Stolperstein für Hanni Wolff | Hier wohnte Hanni Wolff Jg. 1935 Flucht 1938 Holland interniert Westerbork überlebt                                                                                     | 22. März 2012 | |
| Bela Simcha Wallheimer     | Kirchdorfer Straße 36 ·      | Bild gesucht Die Wikipedia wünscht sich an dieser Stelle ein Bild vom Ort mit diesen Koordinaten 53.464312 7.482058 . Motiv: Kirchdorfer Straße 36: der Stolperstein für Bela Simcha Wallheimer, die Lage und das Haus Falls du dabei helfen möchtest, erklärt die Anleitung , wie das geht. BW                                            | Hier wohnte Bela Simcha Wallheimer geb. Hoffmann Jg. 1879 Flucht 1938 USA                                                                                               | 24. Juni 2021 | |
| Max Moses                  | Kirchstraße 13 ·             | Bild gesucht Die Wikipedia wünscht sich an dieser Stelle ein Bild vom Ort mit diesen Koordinaten 53.470283 7.480361 . Motiv: Kirchstraße 13: die Stolpersteine für die Familie Moses, die Lage und das Haus Falls du dabei helfen möchtest, erklärt die Anleitung , wie das geht. BW                                                       | Hier wohnte Max Moses Jg. 1883 Flucht 1939 USA | 16. Nov. 2019 | |
| Berta Moses                | Kirchstraße 13 ·             | Bild gesucht Die Wikipedia wünscht sich an dieser Stelle ein Bild vom hier behandelten Ort. Falls du dabei helfen möchtest, erklärt die Anleitung , wie das geht. BW | Hier wohnte Berta Moses geb. Heilbrunn Jg. 1883 Flucht 1939 USA | 16. Nov. 2019 | |
| Abraham Meloch Wolffs      | Kleine Mühlenwallstraße 11 · | Bild gesucht Die Wikipedia wünscht sich an dieser Stelle ein Bild vom Ort mit diesen Koordinaten 53.471656 7.485186 . Motiv: Kleine Mühlenwallstraße 11: die Stolpersteine für das Ehepaar Wolffs, die Lage und das Haus Falls du dabei helfen möchtest, erklärt die Anleitung , wie das geht. BW                                          | Hier wohnte Abraham Meloch Wolffs Jg. 1872 deportiert 1942 Ort unbekannt ???                                                                                            | 22. März 2012 | |
| Theodora Wolffs            | Kleine Mühlenwallstraße 11 · | Bild gesucht Die Wikipedia wünscht sich an dieser Stelle ein Bild vom hier behandelten Ort. Falls du dabei helfen möchtest, erklärt die Anleitung , wie das geht. BW | Hier wohnte Theodora Wolffs geb. Goldbach Jg. 1882 deportiert 1942 Ort unbekannt ???                                                                                    | 22. März 2012 | |
| Joseph von der Wall        | Krähennestergang 1 ·         | Bild gesucht Die Wikipedia wünscht sich an dieser Stelle ein Bild vom Ort mit diesen Koordinaten 53.471576 7.479491 . Motiv: Krähennestergang 1: die Stolpersteine für die Familien von der Wall und Wolff, die Lage und das Haus Falls du dabei helfen möchtest, erklärt die Anleitung , wie das geht. BW                                 | Hier wohnte Joseph von der Wall Jg. 1889 verhaftet 1938 Buchenwald ermordet 16.12.1938                                                                                  | 12. Juni 2012 | |
| Eva von der Wall           | Krähennestergang 1 ·         | Bild gesucht Die Wikipedia wünscht sich an dieser Stelle ein Bild vom hier behandelten Ort. Falls du dabei helfen möchtest, erklärt die Anleitung , wie das geht. BW | Hier wohnte Eva von der Wall geb. Wolff Jg. 1895 deportiert 1942 ermordet im Ghetto Warschau                                                                            | 12. Juni 2012 | |
| Manfred von der Wall       | Krähennestergang 1 ·         | Bild gesucht Die Wikipedia wünscht sich an dieser Stelle ein Bild vom hier behandelten Ort. Falls du dabei helfen möchtest, erklärt die Anleitung , wie das geht. BW | Hier wohnte Manfred von der Wall Jg. 1922 deportiert 1942 ermordet im Ghetto Warschau                                                                                   | 12. Juni 2012 | |
| Gerda von der Wall         | Krähennestergang 1 ·         | Bild gesucht Die Wikipedia wünscht sich an dieser Stelle ein Bild vom hier behandelten Ort. Falls du dabei helfen möchtest, erklärt die Anleitung , wie das geht. BW | Hier wohnte Gerda von der Wall Jg. 1927 deportiert 1942 ermordet im Ghetto Warschau                                                                                     | 12. Juni 2012 | |
| Henriette von der Wall     | Krähennestergang 1 ·         | Bild gesucht Die Wikipedia wünscht sich an dieser Stelle ein Bild vom hier behandelten Ort. Falls du dabei helfen möchtest, erklärt die Anleitung , wie das geht. BW | Hier wohnte Henriette von der Wall Jg. 1930 deportiert 1942 ermordet im Ghetto Warschau                                                                                 | 12. Juni 2012 | |
| Wilhelm Wolff              | Krähennestergang 1 ·         | Bild gesucht Die Wikipedia wünscht sich an dieser Stelle ein Bild vom hier behandelten Ort. Falls du dabei helfen möchtest, erklärt die Anleitung , wie das geht. BW | Hier wohnte Wilhelm Wolff Jg. 1896 deportiert 1942 ermordet in Raasiku                                                                                                  | 12. Juni 2012 | |
| Recha Wolff                | Krähennestergang 1 ·         | Bild gesucht Die Wikipedia wünscht sich an dieser Stelle ein Bild vom hier behandelten Ort. Falls du dabei helfen möchtest, erklärt die Anleitung , wie das geht. BW | Hier wohnte Recha Wolff Jg. 1900 deportiert 1942 ermordet in Raasiku | 12. Juni 2012 | |
| Amalie Wolff               | Krähennestergang 1 ·         | Bild gesucht Die Wikipedia wünscht sich an dieser Stelle ein Bild vom hier behandelten Ort. Falls du dabei helfen möchtest, erklärt die Anleitung , wie das geht. BW | Hier wohnte Amalie Wolff geb. Fromm Jg. 1862 unfreiwillig verzogen 1940 Berlin gedemütigt/entrechtet tot 4.12.1940                                                      | 3. Juli 2015  | |
| Minna 'Minkel'Wallheimer   | Kreuzstraße 6a ·             | Bild gesucht Die Wikipedia wünscht sich an dieser Stelle ein Bild vom Ort mit diesen Koordinaten 53.461241 7.485743 . Motiv: Kreuzstraße 6a: die Stolpersteine für die Familie Wallheimer, die Lage und das Haus Falls du dabei helfen möchtest, erklärt die Anleitung , wie das geht. BW                                                  | Hier wohnte Minna 'Minkel' Wallheimer | 21. Okt. 2016 | |
| Karl Palmer Wallheimer     | Kreuzstraße 6a ·             | Bild gesucht Die Wikipedia wünscht sich an dieser Stelle ein Bild vom hier behandelten Ort. Falls du dabei helfen möchtest, erklärt die Anleitung , wie das geht. BW | Hier wohnte Karl Palmer Wallheimer | 21. Okt. 2016 | |
| Julie Wallheimer           | Kreuzstraße 6a ·             | Bild gesucht Die Wikipedia wünscht sich an dieser Stelle ein Bild vom hier behandelten Ort. Falls du dabei helfen möchtest, erklärt die Anleitung , wie das geht. BW | Hier wohnte Julie Wallheimer | 21. Okt. 2016 | |
| Hermann Wolff              | Langer Kamp 15 ·             | Bild gesucht Die Wikipedia wünscht sich an dieser Stelle ein Bild vom Ort mit diesen Koordinaten 53.463025 7.486884 . Motiv: Langer Kamp 15: die Stolpersteine für die Familie Wolff, die Lage und das Haus Falls du dabei helfen möchtest, erklärt die Anleitung , wie das geht. BW                                                       | Hier wohnte Hermann Wolff | 21. Feb. 2013 | |
| Jeanette Wolff             | Langer Kamp 15 ·             | Bild gesucht Die Wikipedia wünscht sich an dieser Stelle ein Bild vom hier behandelten Ort. Falls du dabei helfen möchtest, erklärt die Anleitung , wie das geht. BW | Hier wohnte Jeanette Wolff | 21. Feb. 2013 | |
| Adolf Wolff                | Langer Kamp 15 ·             | Bild gesucht Die Wikipedia wünscht sich an dieser Stelle ein Bild vom hier behandelten Ort. Falls du dabei helfen möchtest, erklärt die Anleitung , wie das geht. BW | Hier wohnte Adolf Wolff | 21. Feb. 2013 | |
| Siegbert Wolff             | Langer Kamp 15 ·             | Bild gesucht Die Wikipedia wünscht sich an dieser Stelle ein Bild vom hier behandelten Ort. Falls du dabei helfen möchtest, erklärt die Anleitung , wie das geht. BW | Hier wohnte Siegbert Wolff | 21. Feb. 2013 | |
| Werner Wolff               | Langer Kamp 15 ·             | Bild gesucht Die Wikipedia wünscht sich an dieser Stelle ein Bild vom hier behandelten Ort. Falls du dabei helfen möchtest, erklärt die Anleitung , wie das geht. BW | Hier wohnte Werner Wolff | 21. Feb. 2013 | |
| Louis Wolff                | Langer Kamp 15 ·             | Bild gesucht Die Wikipedia wünscht sich an dieser Stelle ein Bild vom hier behandelten Ort. Falls du dabei helfen möchtest, erklärt die Anleitung , wie das geht. BW | Hier wohnte Louis Wolff | 21. Feb. 2013 | |
| Ewald Wolff                | Langer Kamp 15 ·             | Bild gesucht Die Wikipedia wünscht sich an dieser Stelle ein Bild vom hier behandelten Ort. Falls du dabei helfen möchtest, erklärt die Anleitung , wie das geht. BW | Hier wohnte Ewald Wolff | 21. Feb. 2013 | |
| Hedwig Hiller              | Leerer Landstraße 14 ·       | Bild gesucht Die Wikipedia wünscht sich an dieser Stelle ein Bild vom Ort mit diesen Koordinaten 53.466811 7.486138 . Motiv: Leerer Landstraße 14: die Stolpersteine für Hedwig Hiller, Paul Spangenthal und die Familien Wolffs und Glück, die Lage und das Haus Falls du dabei helfen möchtest, erklärt die Anleitung , wie das geht. BW | Hier wohnte Hedwig Hiller | 12. Juni 2012 | |
| Benjamin Wolffs            | Leerer Landstraße 14 ·       | Bild gesucht Die Wikipedia wünscht sich an dieser Stelle ein Bild vom hier behandelten Ort. Falls du dabei helfen möchtest, erklärt die Anleitung , wie das geht. BW | Hier wohnte Benjamin Wolffs | 12. Juni 2012 | |
| Hannchen Wolffs            | Leerer Landstraße 14 ·       | Bild gesucht Die Wikipedia wünscht sich an dieser Stelle ein Bild vom hier behandelten Ort. Falls du dabei helfen möchtest, erklärt die Anleitung , wie das geht. BW | Hier wohnte Hannchen Wolffs | 12. Juni 2012 | |
| Wolff Benjamin Wolffs      | Leerer Landstraße 14 ·       | Bild gesucht Die Wikipedia wünscht sich an dieser Stelle ein Bild vom hier behandelten Ort. Falls du dabei helfen möchtest, erklärt die Anleitung , wie das geht. BW | Hier wohnte Wolff Benjamin Wolffs | 12. Juni 2012 | |
| Lotte Wolffs               | Leerer Landstraße 14 ·       | Bild gesucht Die Wikipedia wünscht sich an dieser Stelle ein Bild vom hier behandelten Ort. Falls du dabei helfen möchtest, erklärt die Anleitung , wie das geht. BW | Hier wohnte Lotte Wolffs | 12. Juni 2012 | |
| Abraham Glück              | Leerer Landstraße 14 ·       | Bild gesucht Die Wikipedia wünscht sich an dieser Stelle ein Bild vom hier behandelten Ort. Falls du dabei helfen möchtest, erklärt die Anleitung , wie das geht. BW | Hier wohnte Abraham Glück | 5. Okt. 2021  | |
| Hilde Glück                | Leerer Landstraße 14 ·       | Bild gesucht Die Wikipedia wünscht sich an dieser Stelle ein Bild vom hier behandelten Ort. Falls du dabei helfen möchtest, erklärt die Anleitung , wie das geht. BW | Hier wohnte Hilde Glück | 5. Okt. 2021  | |
| Heinz Glück                | Leerer Landstraße 14 ·       | Bild gesucht Die Wikipedia wünscht sich an dieser Stelle ein Bild vom hier behandelten Ort. Falls du dabei helfen möchtest, erklärt die Anleitung , wie das geht. BW | Hier wohnte Heinz Glück | 5. Okt. 2021  | |
| Ursula Glück               | Leerer Landstraße 14 ·       | Bild gesucht Die Wikipedia wünscht sich an dieser Stelle ein Bild vom hier behandelten Ort. Falls du dabei helfen möchtest, erklärt die Anleitung , wie das geht. BW | Hier wohnte Ursula Glück | 5. Okt. 2021  | |
| Paul Spangenthal           | Leerer Landstraße 14 ·       | Bild gesucht Die Wikipedia wünscht sich an dieser Stelle ein Bild vom hier behandelten Ort. Falls du dabei helfen möchtest, erklärt die Anleitung , wie das geht. BW | Hier wohnte Paul Spangenthal | 5. Okt. 2021  | |
| Rosetta Wolff              | Leerer Landstraße 18 ·       | Bild gesucht Die Wikipedia wünscht sich an dieser Stelle ein Bild vom Ort mit diesen Koordinaten 53.466604 7.486178 . Motiv: Leerer Landstraße 18: die Stolpersteine für die Familie Wolff, die Lage und das Haus Falls du dabei helfen möchtest, erklärt die Anleitung , wie das geht. BW                                                 | Hier wohnte Rosetta Wolff | 21. Feb. 2013 | |
| Martin Wolff               | Leerer Landstraße 18 ·       | Bild gesucht Die Wikipedia wünscht sich an dieser Stelle ein Bild vom hier behandelten Ort. Falls du dabei helfen möchtest, erklärt die Anleitung , wie das geht. BW | Hier wohnte Martin Wolff | 21. Feb. 2013 | |
| Karoline Wolff             | Leerer Landstraße 18 ·       | Bild gesucht Die Wikipedia wünscht sich an dieser Stelle ein Bild vom hier behandelten Ort. Falls du dabei helfen möchtest, erklärt die Anleitung , wie das geht. BW | Hier wohnte Karoline Wolff | 21. Feb. 2013 | |
| Rösel Wolff                | Leerer Landstraße 18 ·       | Bild gesucht Die Wikipedia wünscht sich an dieser Stelle ein Bild vom hier behandelten Ort. Falls du dabei helfen möchtest, erklärt die Anleitung , wie das geht. BW | Hier wohnte Rösel Wolff | 21. Feb. 2013 | |
| Hildegard Wolff            | Leerer Landstraße 18 ·       | Bild gesucht Die Wikipedia wünscht sich an dieser Stelle ein Bild vom hier behandelten Ort. Falls du dabei helfen möchtest, erklärt die Anleitung , wie das geht. BW | Hier wohnte Hildegard Wolff | 21. Feb. 2013 | |
| Hannelore Wolff            | Leerer Landstraße 18 ·       | Bild gesucht Die Wikipedia wünscht sich an dieser Stelle ein Bild vom hier behandelten Ort. Falls du dabei helfen möchtest, erklärt die Anleitung , wie das geht. BW | Hier wohnte Hannelore Wolff | 21. Feb. 2013 | |
| Wolfgang Wolff             | Leerer Landstraße 18 ·       | Bild gesucht Die Wikipedia wünscht sich an dieser Stelle ein Bild vom hier behandelten Ort. Falls du dabei helfen möchtest, erklärt die Anleitung , wie das geht. BW | Hier wohnte Wolfgang Wolff | 21. Feb. 2013 | |
| Selly Wolff                | Leerer Landstraße 18 ·       | Bild gesucht Die Wikipedia wünscht sich an dieser Stelle ein Bild vom hier behandelten Ort. Falls du dabei helfen möchtest, erklärt die Anleitung , wie das geht. BW | Hier wohnte Selly Wolff | 21. Feb. 2013 | |
| Agathe Schirling           | Leerer Landstraße 24 ·       | Bild gesucht Die Wikipedia wünscht sich an dieser Stelle ein Bild vom Ort mit diesen Koordinaten 53.466274 7.486222 . Motiv: Leerer Landstraße 24: der Stolperstein für Agathe Schirling, die Lage und das Haus Falls du dabei helfen möchtest, erklärt die Anleitung , wie das geht. BW                                                   | Hier wohnte Agathe Schirling Jg. 1911 Flucht 1939 Holland interniert Westerbork deportiert 1942 ermordet 30.9.1942 Auschwitz                                            | 21. Feb. 2013 | |
| Moses Wolffs               | Leerer Landstraße 40 ·       | Bild gesucht Die Wikipedia wünscht sich an dieser Stelle ein Bild vom Ort mit diesen Koordinaten 53.46482 7.486843 . Motiv: Leerer Landstraße 40: die Stolpersteine für die Familie Wolffs, die Lage und das Haus Falls du dabei helfen möchtest, erklärt die Anleitung , wie das geht. BW                                                 | Hier wohnte Moses Wolffs | 21. Feb. 2013 | |
| Emma 'Emmy'Wolffs          | Leerer Landstraße 40 ·       | Bild gesucht Die Wikipedia wünscht sich an dieser Stelle ein Bild vom hier behandelten Ort. Falls du dabei helfen möchtest, erklärt die Anleitung , wie das geht. BW | Hier wohnte Emma 'Emmy' Wolffs | 21. Feb. 2013 | |
| Rosa Wolffs                | Leerer Landstraße 40 ·       | Bild gesucht Die Wikipedia wünscht sich an dieser Stelle ein Bild vom hier behandelten Ort. Falls du dabei helfen möchtest, erklärt die Anleitung , wie das geht. BW | Hier wohnte Rosa Wolffs | 21. Feb. 2013 | |
| Henriette Wolff            | Lilienstraße 9               | Bild gesucht Die Wikipedia wünscht sich an dieser Stelle ein Bild vom Ort mit diesen Koordinaten 53.470689 7.481153 . Motiv: Lilienstraße 9: die Stolpersteine für die Familie Wolff, die Lage und das Haus Falls du dabei helfen möchtest, erklärt die Anleitung , wie das geht. BW                                                       | Hier wohnte Henriette Wolff geb. von der Walde Jg. 1875 deportiert 1942 Theresienstadt ermordet 10.3.1944                                                               | 9. Nov. 2012  | |
| Rosa Grünberg              | Lilienstraße 9               | Bild gesucht Die Wikipedia wünscht sich an dieser Stelle ein Bild vom hier behandelten Ort. Falls du dabei helfen möchtest, erklärt die Anleitung , wie das geht. BW | Hier wohnte Rosa Grünberg geb. Wolff Jg. 1898 deportiert 1941 ermordet in Riga                                                                                          | 9. Nov. 2012  | |
| Alma Wolff                 | Lilienstraße 9               | Bild gesucht Die Wikipedia wünscht sich an dieser Stelle ein Bild vom hier behandelten Ort. Falls du dabei helfen möchtest, erklärt die Anleitung , wie das geht. BW | Hier wohnte Alma Wolff Jg. 1901 unfreiwillig verzogen 1939 Berlin tot bei Bombenangriff 26.2.1940                                                                       | 9. Nov. 2012  | |
| Magnus Wolff               | Lilienstraße 9               | Bild gesucht Die Wikipedia wünscht sich an dieser Stelle ein Bild vom hier behandelten Ort. Falls du dabei helfen möchtest, erklärt die Anleitung , wie das geht. BW | Hier wohnte Magnus Wolff Jg. 1902 Flucht 1939 Frankreich interniert Drancy deportiert 1942 ermordet in Auschwitz                                                        | 9. Nov. 2012  | |
| Gerda Selli Jacobs         | Lilienstraße 9               | Bild gesucht Die Wikipedia wünscht sich an dieser Stelle ein Bild vom hier behandelten Ort. Falls du dabei helfen möchtest, erklärt die Anleitung , wie das geht. BW | Hier wohnte Gerda Selli Jacobs geb. Wolff Jg. 1907 deportiert 1941 ermordet in Riga                                                                                     | 9. Nov. 2012  | |
| Jakob Wolff                | Lilienstraße 9               | Bild gesucht Die Wikipedia wünscht sich an dieser Stelle ein Bild vom hier behandelten Ort. Falls du dabei helfen möchtest, erklärt die Anleitung , wie das geht. BW | Hier wohnte Jakob Wolff Jg. 1910 'Schutzhaft' 1938 Sachsenhausen deportiert 1942 Majdanek ermordet in Belzyce                                                           | 9. Nov. 2012  | |
| Ilse Gutmann               | Lilienstraße 9               | Bild gesucht Die Wikipedia wünscht sich an dieser Stelle ein Bild vom hier behandelten Ort. Falls du dabei helfen möchtest, erklärt die Anleitung , wie das geht. BW | Hier wohnte Ilse Gutmann geb. Wolff Jg. 1913 deportiert 1942 ermordet in Belzyce                                                                                        | 9. Nov. 2012  | |
| Abraham Wolff              | Lilienstraße 9               | Bild gesucht Die Wikipedia wünscht sich an dieser Stelle ein Bild vom hier behandelten Ort. Falls du dabei helfen möchtest, erklärt die Anleitung , wie das geht. BW | Hier wohnte Abraham Wolff | 21. Okt. 2016 | |
| Minna Selli Wolff          | Lilienstraße 9               | Bild gesucht Die Wikipedia wünscht sich an dieser Stelle ein Bild vom hier behandelten Ort. Falls du dabei helfen möchtest, erklärt die Anleitung , wie das geht. BW | Hier wohnte Minna Selli Wolff | 21. Okt. 2016 | |
| Hedwig Wolff               | Lilienstraße 12              | Bild gesucht Die Wikipedia wünscht sich an dieser Stelle ein Bild vom Ort mit diesen Koordinaten 53.470739 7.481261 . Motiv: Lilienstraße 12: die Stolpersteine für die Familien Altberger, Valk und Wolff, die Lage und das Haus Falls du dabei helfen möchtest, erklärt die Anleitung , wie das geht. BW                                 | Hier wohnte Hedwig Wolff geb. van der Walde Jg. 1883 Flucht 1938 Holland interniert Westerbork deportiert 1942 Auschwitz ermordet 9.11.1942                             | 9. Nov. 2012  | |
| Johanna Wolff              | Lilienstraße 12              | Bild gesucht Die Wikipedia wünscht sich an dieser Stelle ein Bild vom hier behandelten Ort. Falls du dabei helfen möchtest, erklärt die Anleitung , wie das geht. BW | Hier wohnte Johanna Wolff geb. Samson Jg. 1913 Flucht 1938 Holland interniert Westerbork deportiert 1942 Auschwitz ermordet 9.11.1942                                   | 9. Nov. 2012  | |
| Ludwig Abraham Wolff       | Lilienstraße 12              | Bild gesucht Die Wikipedia wünscht sich an dieser Stelle ein Bild vom hier behandelten Ort. Falls du dabei helfen möchtest, erklärt die Anleitung , wie das geht. BW | Hier wohnte Ludwig Abraham Wolff Jg. 1905 Flucht 1938 Holland interniert Westerbork deportiert 1942 Auschwitz ermordet 31.3.1944                                        | 9. Nov. 2012  | |
| Nachmon Abraham Wolff      | Lilienstraße 12              | Bild gesucht Die Wikipedia wünscht sich an dieser Stelle ein Bild vom hier behandelten Ort. Falls du dabei helfen möchtest, erklärt die Anleitung , wie das geht. BW | Hier wohnte Nachmon Abraham Wolff Jg. 1903 'Schutzhaft' 1938 Sachsenhausen deportiert 1942 Riga ermordet 29.10.1942                                                     | 9. Nov. 2012  | |
| Jakob Abraham Wolff        | Lilienstraße 12              | Bild gesucht Die Wikipedia wünscht sich an dieser Stelle ein Bild vom hier behandelten Ort. Falls du dabei helfen möchtest, erklärt die Anleitung , wie das geht. BW | Hier wohnte Jakob Abraham Wolff Jg. 1907 deportiert 1942 Riga ermordet 29.10.1942                                                                                       | 9. Nov. 2012  | |
| Iwan Abraham Wolff         | Lilienstraße 12              | Bild gesucht Die Wikipedia wünscht sich an dieser Stelle ein Bild vom hier behandelten Ort. Falls du dabei helfen möchtest, erklärt die Anleitung , wie das geht. BW | Hier wohnte Iwan Abraham Wolff Jg. 1913 Flucht 1938 Holland interniert Westerbork deportiert 1943 Auschwitz ermordet 30.4.1943                                          | 9. Nov. 2012  | |
| Alfred Abraham Wolff       | Lilienstraße 12              | Bild gesucht Die Wikipedia wünscht sich an dieser Stelle ein Bild vom hier behandelten Ort. Falls du dabei helfen möchtest, erklärt die Anleitung , wie das geht. BW | Hier wohnte Alfred Abraham Wolff Jg. 1919 Flucht 1938 Holland interniert Westerbork deportiert 1943 Sobibor ermordet 21.5.1943                                          | 9. Nov. 2012  | |
| Senathe Ruth Wolff         | Lilienstraße 12              | Bild gesucht Die Wikipedia wünscht sich an dieser Stelle ein Bild vom hier behandelten Ort. Falls du dabei helfen möchtest, erklärt die Anleitung , wie das geht. BW | Hier wohnte Senathe Ruth Wolff Jg. 1923 Flucht 1939 Holland interniert Westerbork deportiert 1943 Auschwitz ermordet 12.2.1943                                          | 9. Nov. 2012  | |
| Albert Abraham Wolff       | Lilienstraße 12              | Bild gesucht Die Wikipedia wünscht sich an dieser Stelle ein Bild vom hier behandelten Ort. Falls du dabei helfen möchtest, erklärt die Anleitung , wie das geht. BW | Hier wohnte Albert Abraham Wolff Jg. 1937 Flucht 1938 Holland interniert Westerbork deportiert 1942 Auschwitz ermordet 9.11.1942                                        | 9. Nov. 2012  | |
| Betti Valk                 | Lilienstraße 12              | Bild gesucht Die Wikipedia wünscht sich an dieser Stelle ein Bild vom hier behandelten Ort. Falls du dabei helfen möchtest, erklärt die Anleitung , wie das geht. BW | Hier wohnte Betti Valk geb. Cohen Jg. 1913 Flucht 1939 Holland interniert Westerbork deportiert 1944 Auschwitz ermordet 6.10.1944                                       | 9. Nov. 2012  | |
| Betti Sara Valk            | Lilienstraße 12              | Bild gesucht Die Wikipedia wünscht sich an dieser Stelle ein Bild vom hier behandelten Ort. Falls du dabei helfen möchtest, erklärt die Anleitung , wie das geht. BW | Hier wohnte Betti Sara Valk geb. Cohen Jg. 1914 Flucht 1939 Holland interniert Westerbork deportiert 1943 Auschwitz ermordet 26.2.1943                                  | 9. Nov. 2012  | |
| Hermann Altberger          | Lilienstraße 12              | Bild gesucht Die Wikipedia wünscht sich an dieser Stelle ein Bild vom hier behandelten Ort. Falls du dabei helfen möchtest, erklärt die Anleitung , wie das geht. BW | Hier wohnte Hermann Altberger | 19. Sep. 2018 | |
| Erna Altberger             | Lilienstraße 12              | Bild gesucht Die Wikipedia wünscht sich an dieser Stelle ein Bild vom hier behandelten Ort. Falls du dabei helfen möchtest, erklärt die Anleitung , wie das geht. BW | Hier wohnte Erna Altberger | 19. Sep. 2018 | |
| Hermann Wolffs             | Lüchtenburger Weg 8          | Bild gesucht Die Wikipedia wünscht sich an dieser Stelle ein Bild vom Ort mit diesen Koordinaten 53.466824 7.484629 . Motiv: Lüchtenburger Weg 8: die Stolpersteine für die Familien Wolffs und Kugelmann, die Lage und das Haus Falls du dabei helfen möchtest, erklärt die Anleitung , wie das geht. BW                                  | Hier wohnte Hermann Wolffs | 21. Okt. 2016 | |
| Meyer Zwi Wolffs           | Lüchtenburger Weg 8          | Bild gesucht Die Wikipedia wünscht sich an dieser Stelle ein Bild vom hier behandelten Ort. Falls du dabei helfen möchtest, erklärt die Anleitung , wie das geht. BW | Hier wohnte Meyer Zwi Wolffs | 21. Okt. 2016 | |
| Helene Wolffs              | Lüchtenburger Weg 8          | Bild gesucht Die Wikipedia wünscht sich an dieser Stelle ein Bild vom hier behandelten Ort. Falls du dabei helfen möchtest, erklärt die Anleitung , wie das geht. BW | Hier wohnte Helene Wolffs | 21. Okt. 2016 | |
| Edith Sorsky               | Lüchtenburger Weg 8          | Bild gesucht Die Wikipedia wünscht sich an dieser Stelle ein Bild vom hier behandelten Ort. Falls du dabei helfen möchtest, erklärt die Anleitung , wie das geht. BW | Hier wohnte Edith Sorsky | 21. Okt. 2016 | |
| Fritz Sorsky               | Lüchtenburger Weg 8          | Bild gesucht Die Wikipedia wünscht sich an dieser Stelle ein Bild vom hier behandelten Ort. Falls du dabei helfen möchtest, erklärt die Anleitung , wie das geht. BW | Hier wohnte Fritz Sorsky | 21. Okt. 2016 | |
| Hans Sorsky                | Lüchtenburger Weg 8          | Bild gesucht Die Wikipedia wünscht sich an dieser Stelle ein Bild vom hier behandelten Ort. Falls du dabei helfen möchtest, erklärt die Anleitung , wie das geht. BW | Hier wohnte Hans Sorsky | 21. Okt. 2016 | |
| Jakob Sorsky               | Lüchtenburger Weg 8          | Bild gesucht Die Wikipedia wünscht sich an dieser Stelle ein Bild vom hier behandelten Ort. Falls du dabei helfen möchtest, erklärt die Anleitung , wie das geht. BW | Hier wohnte Jakob Sorsky | 21. Okt. 2016 | |
| Grete Wolffs               | Lüchtenburger Weg 8          | Bild gesucht Die Wikipedia wünscht sich an dieser Stelle ein Bild vom hier behandelten Ort. Falls du dabei helfen möchtest, erklärt die Anleitung , wie das geht. BW | Hier wohnte Grete Wolffs | 21. Okt. 2016 | |
| Fritz Kugelmann            | Lüchtenburger Weg 8          | Bild gesucht Die Wikipedia wünscht sich an dieser Stelle ein Bild vom hier behandelten Ort. Falls du dabei helfen möchtest, erklärt die Anleitung , wie das geht. BW | Hier wohnte Fritz Kugelmann | 19. Sep. 2018 | |
| Herta Kugelmann            | Lüchtenburger Weg 8          | Bild gesucht Die Wikipedia wünscht sich an dieser Stelle ein Bild vom hier behandelten Ort. Falls du dabei helfen möchtest, erklärt die Anleitung , wie das geht. BW | Hier wohnte Herta Kugelmann | 19. Sep. 2018 | |
| Ruth Kugelmann             | Lüchtenburger Weg 8          | Bild gesucht Die Wikipedia wünscht sich an dieser Stelle ein Bild vom hier behandelten Ort. Falls du dabei helfen möchtest, erklärt die Anleitung , wie das geht. BW | Hier wohnte Ruth Kugelmann | 19. Sep. 2018 | |
| Moritz Lachmann            | Marktplatz 15 ·              | Bild gesucht Die Wikipedia wünscht sich an dieser Stelle ein Bild vom Ort mit diesen Koordinaten 53.470194 7.482757 . Motiv: Marktplatz 15: die Stolpersteine für das Ehepaar Lachmann, die Lage und das Haus Falls du dabei helfen möchtest, erklärt die Anleitung , wie das geht. BW                                                     | Hier wohnte Moritz Lachmann | 8. Nov. 2011  | |
| Friederike Lachmann        | Marktplatz 15 ·              | Bild gesucht Die Wikipedia wünscht sich an dieser Stelle ein Bild vom hier behandelten Ort. Falls du dabei helfen möchtest, erklärt die Anleitung , wie das geht. BW | Hier wohnte Friederike Lachmann | 8. Nov. 2011  | |
| Josef Hess                 | Marktplatz 15 ·              | Bild gesucht Die Wikipedia wünscht sich an dieser Stelle ein Bild vom hier behandelten Ort. Falls du dabei helfen möchtest, erklärt die Anleitung , wie das geht. BW | Hier wohnte Josef Hess | 19. Sep. 2018 | |
| Rosel Hess                 | Marktplatz 15 ·              | Bild gesucht Die Wikipedia wünscht sich an dieser Stelle ein Bild vom hier behandelten Ort. Falls du dabei helfen möchtest, erklärt die Anleitung , wie das geht. BW | Hier wohnte Rosel Hess | 19. Sep. 2018 | |
| Else-Inge Hess             | Marktplatz 15 ·              | Bild gesucht Die Wikipedia wünscht sich an dieser Stelle ein Bild vom hier behandelten Ort. Falls du dabei helfen möchtest, erklärt die Anleitung , wie das geht. BW | Hier wohnte Else-Inge Hess | 19. Sep. 2018 | |
| Karl Gidansky              | Marktplatz 31 ·              | Bild gesucht Die Wikipedia wünscht sich an dieser Stelle ein Bild vom Ort mit diesen Koordinaten 53.469626 7.482066 . Motiv: Marktplatz 31: die Stolpersteine für die Familie Gidansky Falls du dabei helfen möchtest, erklärt die Anleitung , wie das geht. BW                                                                            | Hier wohnte Karl Gidansky Jg. 1883 gedemütigt/entrechtet tot 27.2.1936                                                                                                  | 23. Okt. 2017 | |
| Gertrude 'Gelli'Gidansky   | Marktplatz 31 ·              | Bild gesucht Die Wikipedia wünscht sich an dieser Stelle ein Bild vom hier behandelten Ort. Falls du dabei helfen möchtest, erklärt die Anleitung , wie das geht. BW | Hier wohnte Gertrude 'Gelli' Gidansky geb. Hoffmann Jg. 1885 Flucht 1939 Luxemburg 1940 USA                                                                             | 23. Okt. 2017 | |
| Mary 'Merri'Gidansky       | Marktplatz 31 ·              | Bild gesucht Die Wikipedia wünscht sich an dieser Stelle ein Bild vom hier behandelten Ort. Falls du dabei helfen möchtest, erklärt die Anleitung , wie das geht. BW | Hier wohnte Mary 'Merri' Gidansky verh. Knurr Jg. 1911 Flucht 1939 USA                                                                                                  | 23. Okt. 2017 | |
| Erich Gidansky             | Marktplatz 31 ·              | Bild gesucht Die Wikipedia wünscht sich an dieser Stelle ein Bild vom hier behandelten Ort. Falls du dabei helfen möchtest, erklärt die Anleitung , wie das geht. BW | Hier wohnte Erich Gidansky Jg. 1914 verhaftet 1941 Dachau befreit | 23. Okt. 2017 | |
| Benjamin 'Benno'Wolff      | Marktstraße 2                | Bild gesucht Die Wikipedia wünscht sich an dieser Stelle ein Bild vom Ort mit diesen Koordinaten 53.470449 7.483175 . Motiv: Marktstraße 2: die Stolpersteine für die Familien Wolff und Kussel, die Lage und das Haus Falls du dabei helfen möchtest, erklärt die Anleitung , wie das geht. BW                                            | Hier wohnte Benjamin 'Benno' Wolff Jg. 1883 'Schutzhaft' 1938 Sachsenhausen deportiert 1941 ermordet in Minsk                                                           | 14. Dez. 2013 | |
| Regina Wolff               | Marktstraße 2                | Bild gesucht Die Wikipedia wünscht sich an dieser Stelle ein Bild vom hier behandelten Ort. Falls du dabei helfen möchtest, erklärt die Anleitung , wie das geht. BW | Hier wohnte Regina Wolff geb. Wolff Jg. 1890 deportiert 1941 ermordet in Minsk                                                                                          | 14. Dez. 2013 | |
| Hugo Kussel                | Marktstraße 2                | Bild gesucht Die Wikipedia wünscht sich an dieser Stelle ein Bild vom hier behandelten Ort. Falls du dabei helfen möchtest, erklärt die Anleitung , wie das geht. BW | Hier wohnte Hugo Kussel Jg. 1896 'Schutzhaft' 1938 Sachsenhausen deportiert 1941 Minsk Ravensbrück ermordet in Mittelbau-Dora                                           | 17. Juli 2014 | |
| Marianne Kussel            | Marktstraße 2                | Bild gesucht Die Wikipedia wünscht sich an dieser Stelle ein Bild vom hier behandelten Ort. Falls du dabei helfen möchtest, erklärt die Anleitung , wie das geht. BW | Hier wohnte Marianne Kussel geb. Wolff Jg. 1891 deportiert 1941 Minsk ermordet                                                                                          | 17. Juli 2014 | |
| Netta Kussel               | Marktstraße 2                | Bild gesucht Die Wikipedia wünscht sich an dieser Stelle ein Bild vom hier behandelten Ort. Falls du dabei helfen möchtest, erklärt die Anleitung , wie das geht. BW | Hier wohnte Netta Kussel verh. Beil Jg. 1922 Flucht Schweden | 17. Juli 2014 | |
| Elfriede Kussel            | Marktstraße 2                | Bild gesucht Die Wikipedia wünscht sich an dieser Stelle ein Bild vom hier behandelten Ort. Falls du dabei helfen möchtest, erklärt die Anleitung , wie das geht. BW | Hier wohnte Elfriede Kussel Jg. 1925 deportiert 1941 Minsk ermordet | 17. Juli 2014 | |
| Karoline Wolff             | Marktstraße 2                | Bild gesucht Die Wikipedia wünscht sich an dieser Stelle ein Bild vom hier behandelten Ort. Falls du dabei helfen möchtest, erklärt die Anleitung , wie das geht. BW | Hier wohnte Karoline Wolff | 16. Nov. 2019 | |
| Fanni Wolff                | Marktstraße 2                | Bild gesucht Die Wikipedia wünscht sich an dieser Stelle ein Bild vom hier behandelten Ort. Falls du dabei helfen möchtest, erklärt die Anleitung , wie das geht. BW | Hier wohnte Fanni Wolff | 16. Nov. 2019 | |
| Selma Wolff                | Marktstraße 2                | Bild gesucht Die Wikipedia wünscht sich an dieser Stelle ein Bild vom hier behandelten Ort. Falls du dabei helfen möchtest, erklärt die Anleitung , wie das geht. BW | Hier wohnte Selma Wolff | 16. Nov. 2019 | |
| Abraham Isaak Wolff        | Marktstraße 5 ·              | Bild gesucht Die Wikipedia wünscht sich an dieser Stelle ein Bild vom Ort mit diesen Koordinaten 53.470513 7.483222 . Motiv: Marktstraße 5: die Stolpersteine für die Familie Wolff, die Lage und das Haus Falls du dabei helfen möchtest, erklärt die Anleitung , wie das geht. BW                                                        | Hier wohnte Abraham Isaak Wolff | 19. Sep. 2018 | |
| Mathilde Wolff             | Marktstraße 5 ·              | Bild gesucht Die Wikipedia wünscht sich an dieser Stelle ein Bild vom hier behandelten Ort. Falls du dabei helfen möchtest, erklärt die Anleitung , wie das geht. BW | Hier wohnte Mathilde Wolff | 19. Sep. 2018 | |
| Isaak 'Bubi'Wolff          | Marktstraße 5 ·              | Bild gesucht Die Wikipedia wünscht sich an dieser Stelle ein Bild vom hier behandelten Ort. Falls du dabei helfen möchtest, erklärt die Anleitung , wie das geht. BW | Hier wohnte Isaak 'Bubi' Wolff | 19. Sep. 2018 | |
| Manfred Wolff              | Marktstraße 5 ·              | Bild gesucht Die Wikipedia wünscht sich an dieser Stelle ein Bild vom hier behandelten Ort. Falls du dabei helfen möchtest, erklärt die Anleitung , wie das geht. BW | Hier wohnte Manfred Wolff | 19. Sep. 2018 | |
| Ruth Wolff                 | Marktstraße 5 ·              | Bild gesucht Die Wikipedia wünscht sich an dieser Stelle ein Bild vom hier behandelten Ort. Falls du dabei helfen möchtest, erklärt die Anleitung , wie das geht. BW | Hier wohnte Ruth Wolff | 19. Sep. 2018 | |
| Wilhelm Isaak Wolff        | Marktstraße 5 ·              | Bild gesucht Die Wikipedia wünscht sich an dieser Stelle ein Bild vom hier behandelten Ort. Falls du dabei helfen möchtest, erklärt die Anleitung , wie das geht. BW | Hier wohnte Wilhelm Isaak Wolff | 19. Sep. 2018 | |
| Gustav Katz                | Marktstraße 13               | Bild gesucht Die Wikipedia wünscht sich an dieser Stelle ein Bild vom Ort mit diesen Koordinaten 53.470526 7.483877 . Motiv: Marktstraße 13: die Stolpersteine für die Familie Katz, die Lage und das Haus Falls du dabei helfen möchtest, erklärt die Anleitung , wie das geht. BW                                                        | Hier wohnte Gustav Katz Jg. 1898 deportiert 1943 ermordet in Auschwitz                                                                                                  | 14. Dez. 2013 | |
| Erna Katz                  | Marktstraße 13               | Bild gesucht Die Wikipedia wünscht sich an dieser Stelle ein Bild vom hier behandelten Ort. Falls du dabei helfen möchtest, erklärt die Anleitung , wie das geht. BW | Hier wohnte Erna Katz geb. Wolff Jg. 1909 deportiert 1943 ermordet in Auschwitz                                                                                         | 14. Dez. 2013 | |
| Elli Katz                  | Marktstraße 13               | Bild gesucht Die Wikipedia wünscht sich an dieser Stelle ein Bild vom hier behandelten Ort. Falls du dabei helfen möchtest, erklärt die Anleitung , wie das geht. BW | Hier wohnte Elli Katz Jg. 1934 Flucht 1940 Holland interniert Westerbork deportiert 1943 Sobibor ermordet 21.5.1943                                                     | 14. Dez. 2013 | |
| Wolff Jonas Wolff          | Marktstraße 15               | Bild gesucht Die Wikipedia wünscht sich an dieser Stelle ein Bild vom Ort mit diesen Koordinaten 53.470533 7.484031 . Motiv: Marktstraße 15: die Stolpersteine für die Familie Wolff, die Lage und das Haus Falls du dabei helfen möchtest, erklärt die Anleitung , wie das geht. BW                                                       | Hier wohnte Wolff Jonas Wolff Jg. 1871 deportiert 1942 Theresienstadt 1942 Treblinka ermordet 26.9.1942                                                                 | 14. Dez. 2013 | |
| Jeanette Wolff             | Marktstraße 15               | Bild gesucht Die Wikipedia wünscht sich an dieser Stelle ein Bild vom hier behandelten Ort. Falls du dabei helfen möchtest, erklärt die Anleitung , wie das geht. BW | Hier wohnte Jeanette Wolff geb. Samson Jg. 1879 deportiert 1942 Theresienstadt 1942 Treblinka ermordet 26.9.1942                                                        | 14. Dez. 2013 | |
| Jonas 'Jonni'Wolff         | Marktstraße 15               | Bild gesucht Die Wikipedia wünscht sich an dieser Stelle ein Bild vom hier behandelten Ort. Falls du dabei helfen möchtest, erklärt die Anleitung , wie das geht. BW | Hier wohnte Jonas 'Jonni' Wolff Jg. 1905 deportiert 1943 Auschwitz ermordet 16.2.1943                                                                                   | 14. Dez. 2013 | |
| Henni Kleerekoper          | Marktstraße 15               | Bild gesucht Die Wikipedia wünscht sich an dieser Stelle ein Bild vom hier behandelten Ort. Falls du dabei helfen möchtest, erklärt die Anleitung , wie das geht. BW | Hier wohnte Henni Kleerekoper geb. Wolff Jg. 1907 Flucht 1938 Holland interniert Westerbork deportiert 1943 Sobibor ermordet 23.7.1943                                  | 14. Dez. 2013 | |
| Josef Wolff                | Marktstraße 15               | Bild gesucht Die Wikipedia wünscht sich an dieser Stelle ein Bild vom hier behandelten Ort. Falls du dabei helfen möchtest, erklärt die Anleitung , wie das geht. BW | Hier wohnte Josef Wolff Jg. 1911 Flucht 1939 Belgien interniert Drancy deportiert 1942 Auschwitz ermordet 1.2.1943                                                      | 14. Dez. 2013 | |
| Jakob Abraham Cohen        | Marktstraße 16               | Bild gesucht Die Wikipedia wünscht sich an dieser Stelle ein Bild vom Ort mit diesen Koordinaten 53.470458 7.484009 . Motiv: Marktstraße 16: die Stolpersteine für die Familie Cohen, die Lage und das Haus Falls du dabei helfen möchtest, erklärt die Anleitung , wie das geht. BW                                                       | Hier wohnte Jakob Abraham Cohen Jg. 1877 Flucht 1937 Holland interniert Westerbork deportiert 1943 Sobibor ermordet 23.4.1943                                           | 27. Jan. 2015 | |
| Abraham Jakob Cohen        | Marktstraße 16               | Bild gesucht Die Wikipedia wünscht sich an dieser Stelle ein Bild vom hier behandelten Ort. Falls du dabei helfen möchtest, erklärt die Anleitung , wie das geht. BW | Hier wohnte Abraham Jakob Cohen Jg. 1910 Flucht 1936 Holland Italien Ecuador                                                                                            | 27. Jan. 2015 | |
| Moses Jakob Cohen          | Marktstraße 16               | Bild gesucht Die Wikipedia wünscht sich an dieser Stelle ein Bild vom hier behandelten Ort. Falls du dabei helfen möchtest, erklärt die Anleitung , wie das geht. BW | Hier wohnte Moses Jakob Cohen Jg. 1911 Flucht 1933 Holland interniert Westerbork deportiert 1943 Sobibor ermordet 16.4.1943                                             | 27. Jan. 2015 | |
| Wolff Wilhelm Cohen        | Marktstraße 16               | Bild gesucht Die Wikipedia wünscht sich an dieser Stelle ein Bild vom hier behandelten Ort. Falls du dabei helfen möchtest, erklärt die Anleitung , wie das geht. BW | Hier wohnte Wolff Wilhelm Cohen Jg. 1915 Flucht Australien | 27. Jan. 2015 | |
| Josef Cohen                | Marktstraße 16               | Bild gesucht Die Wikipedia wünscht sich an dieser Stelle ein Bild vom hier behandelten Ort. Falls du dabei helfen möchtest, erklärt die Anleitung , wie das geht. BW | Hier wohnte Josef Cohen | 19. Sep. 2018 | |
| Wolff Jakob Wolff          | Marktstraße 18               | Bild gesucht Die Wikipedia wünscht sich an dieser Stelle ein Bild vom Ort mit diesen Koordinaten 53.470462 7.484061 . Motiv: Marktstraße 18: die Stolpersteine für die Familie Wolff, die Lage und das Haus Falls du dabei helfen möchtest, erklärt die Anleitung , wie das geht. BW                                                       | Hier wohnte Wolff Jakob Wolff | 14. Dez. 2013 | |
| Sara Jakob Wolff           | Marktstraße 18               | Bild gesucht Die Wikipedia wünscht sich an dieser Stelle ein Bild vom hier behandelten Ort. Falls du dabei helfen möchtest, erklärt die Anleitung , wie das geht. BW | Hier wohnte Sara Jakob Wolff | 14. Dez. 2013 | |
| Minka Samson               | Marktstraße 19               | Bild gesucht Die Wikipedia wünscht sich an dieser Stelle ein Bild vom Ort mit diesen Koordinaten 53.470541 7.484303 . Motiv: Marktstraße 19: die Stolpersteine für die Familie Samson, die Lage und das Haus Falls du dabei helfen möchtest, erklärt die Anleitung , wie das geht. BW                                                      | Hier wohnte Minka Samson | 14. Dez. 2013 | |
| Simon Samson               | Marktstraße 19               | Bild gesucht Die Wikipedia wünscht sich an dieser Stelle ein Bild vom hier behandelten Ort. Falls du dabei helfen möchtest, erklärt die Anleitung , wie das geht. BW | Hier wohnte Simon Samson | 14. Dez. 2013 | |
| Moses Feibelmann Seckels   | Marktstraße 22               | Bild gesucht Die Wikipedia wünscht sich an dieser Stelle ein Bild vom Ort mit diesen Koordinaten 53.470468 7.484268 . Motiv: Marktstraße 22: die Stolpersteine für die Familie Seckels, die Lage und das Haus Falls du dabei helfen möchtest, erklärt die Anleitung , wie das geht. BW                                                     | Hier wohnte Moses Feibelmann Seckels Jg. 1857 unfreiwillig verzogen 1942 Braunschweig deportiert 1943 Theresienstadt ermordet                                           | 14. Dez. 2013 | |
| Rosa 'Reisel'Seckels       | Marktstraße 22               | Bild gesucht Die Wikipedia wünscht sich an dieser Stelle ein Bild vom hier behandelten Ort. Falls du dabei helfen möchtest, erklärt die Anleitung , wie das geht. BW | Hier wohnte Rosa 'Reisel' Seckels geb. Kleinberger Jg. 1886 unfreiwillig verzogen 1942 Braunschweig deportiert 1943 Theresienstadt ermordet                             | 14. Dez. 2013 | |
| Fritz Seckels              | Marktstraße 22               | Bild gesucht Die Wikipedia wünscht sich an dieser Stelle ein Bild vom hier behandelten Ort. Falls du dabei helfen möchtest, erklärt die Anleitung , wie das geht. BW | Hier wohnte Fritz Seckels Jg. 1907 'Schutzhaft' 1938 Sachsenhausen unfreiwillig verzogen 1940 Braunschweig deportiert 1943 Theresienstadt ermordet                      | 14. Dez. 2013 | |
| Josef Seckels              | Marktstraße 22               | Bild gesucht Die Wikipedia wünscht sich an dieser Stelle ein Bild vom hier behandelten Ort. Falls du dabei helfen möchtest, erklärt die Anleitung , wie das geht. BW | Hier wohnte Josef Seckels Jg. 1911 'Schutzhaft' 1938 Sachsenhausen Flucht 1939 Belgien interniert Mechelen deportiert 1944 ermordet in Auschwitz                        | 14. Dez. 2013 | |
| Wilhelm Moses Wolff        | Marktstraße 25 ·             | Bild gesucht Die Wikipedia wünscht sich an dieser Stelle ein Bild vom Ort mit diesen Koordinaten 53.470551 7.484611 . Motiv: Marktstraße 25: die Stolpersteine für die Familie Wolff, die Lage und das Haus Falls du dabei helfen möchtest, erklärt die Anleitung , wie das geht. BW                                                       | Hier wohnte Wilhelm Moses Wolff | 5. Dez. 2015  | |
| Erna Wolff                 | Marktstraße 25 ·             | Bild gesucht Die Wikipedia wünscht sich an dieser Stelle ein Bild vom hier behandelten Ort. Falls du dabei helfen möchtest, erklärt die Anleitung , wie das geht. BW | Hier wohnte Erna Wolff | 5. Dez. 2015  | |
| Rosa Wolff                 | Marktstraße 25 ·             | Bild gesucht Die Wikipedia wünscht sich an dieser Stelle ein Bild vom hier behandelten Ort. Falls du dabei helfen möchtest, erklärt die Anleitung , wie das geht. BW | Hier wohnte Rosa Wolff | 5. Dez. 2015  | |
| Berndt Leopold Wolff       | Marktstraße 25 ·             | Bild gesucht Die Wikipedia wünscht sich an dieser Stelle ein Bild vom hier behandelten Ort. Falls du dabei helfen möchtest, erklärt die Anleitung , wie das geht. BW | Hier wohnte Berndt Leopold Wolff | 5. Dez. 2015  | |
| Erika Wolff                | Marktstraße 25 ·             | Bild gesucht Die Wikipedia wünscht sich an dieser Stelle ein Bild vom hier behandelten Ort. Falls du dabei helfen möchtest, erklärt die Anleitung , wie das geht. BW | Hier wohnte Erika Wolff | 5. Dez. 2015  | |
| Bertha Wolff               | Marktstraße 25 ·             | Bild gesucht Die Wikipedia wünscht sich an dieser Stelle ein Bild vom hier behandelten Ort. Falls du dabei helfen möchtest, erklärt die Anleitung , wie das geht. BW | Hier wohnte Bertha Wolff | 17. Dez. 2015 | |
| Isaak Levy Wolff           | Marktstraße 25 ·             | Bild gesucht Die Wikipedia wünscht sich an dieser Stelle ein Bild vom hier behandelten Ort. Falls du dabei helfen möchtest, erklärt die Anleitung , wie das geht. BW | Hier wohnte Isaak Levy Wolff | 17. Dez. 2015 | |
| Betty Wolff                | Marktstraße 25 ·             | Bild gesucht Die Wikipedia wünscht sich an dieser Stelle ein Bild vom hier behandelten Ort. Falls du dabei helfen möchtest, erklärt die Anleitung , wie das geht. BW | Hier wohnte Betty Wolff | 17. Dez. 2015 | |
| Lippmann Knurr             | Norderstraße 2 ·             | Bild gesucht Die Wikipedia wünscht sich an dieser Stelle ein Bild vom Ort mit diesen Koordinaten 53.470599 7.482722 . Motiv: Norderstraße 2: die Stolpersteine für Heinz Hartogsohn und die Familie Knurr, die Lage und das Haus Falls du dabei helfen möchtest, erklärt die Anleitung , wie das geht. BW                                  | Hier wohnte Lippmann Knurr | 9. Nov. 2012  | |
| Lea Knurr                  | Norderstraße 2 ·             | Bild gesucht Die Wikipedia wünscht sich an dieser Stelle ein Bild vom hier behandelten Ort. Falls du dabei helfen möchtest, erklärt die Anleitung , wie das geht. BW | Hier wohnte Lea Knurr | 9. Nov. 2012  | |
| Hermann Knurr              | Norderstraße 2 ·             | Bild gesucht Die Wikipedia wünscht sich an dieser Stelle ein Bild vom hier behandelten Ort. Falls du dabei helfen möchtest, erklärt die Anleitung , wie das geht. BW | Hier wohnte Hermann Knurr | 9. Nov. 2012  | |
| Henny Knurr                | Norderstraße 2 ·             | Bild gesucht Die Wikipedia wünscht sich an dieser Stelle ein Bild vom hier behandelten Ort. Falls du dabei helfen möchtest, erklärt die Anleitung , wie das geht. BW | Hier wohnte Henny Knurr | 9. Nov. 2012  | |
| Heinz Hartogsohn           | Norderstraße 2 ·             | Bild gesucht Die Wikipedia wünscht sich an dieser Stelle ein Bild vom hier behandelten Ort. Falls du dabei helfen möchtest, erklärt die Anleitung , wie das geht. BW | Hier wohnte Heinz Hartogsohn | 9. Nov. 2012  | |
| Erich Knurr                | Norderstraße 2 ·             | Bild gesucht Die Wikipedia wünscht sich an dieser Stelle ein Bild vom hier behandelten Ort. Falls du dabei helfen möchtest, erklärt die Anleitung , wie das geht. BW | Hier wohnte Erich Knurr | 23. Okt. 2017 | |
| Melanie Knurr              | Norderstraße 2 ·             | Bild gesucht Die Wikipedia wünscht sich an dieser Stelle ein Bild vom hier behandelten Ort. Falls du dabei helfen möchtest, erklärt die Anleitung , wie das geht. BW | Hier wohnte Melanie Knurr | 23. Okt. 2017 | |
| Werner Knurr               | Norderstraße 2 ·             | Bild gesucht Die Wikipedia wünscht sich an dieser Stelle ein Bild vom hier behandelten Ort. Falls du dabei helfen möchtest, erklärt die Anleitung , wie das geht. BW | Hier wohnte Werner Knurr | 23. Okt. 2017 | |
| Adolf Aron                 | Norderstraße 8 ·             | Bild gesucht Die Wikipedia wünscht sich an dieser Stelle ein Bild vom Ort mit diesen Koordinaten 53.470864 7.482746 . Motiv: Norderstraße 8: der Stolperstein für Adolf Aron, die Lage und das Haus Falls du dabei helfen möchtest, erklärt die Anleitung , wie das geht. BW                                                               | Hier wohnte Adolf Aron | 8. Nov. 2011  | |
| Adolf Wolff                | Norderstraße 11 ·            | Bild gesucht Die Wikipedia wünscht sich an dieser Stelle ein Bild vom Ort mit diesen Koordinaten 53.471027 7.482695 . Motiv: Norderstraße 11: die Stolpersteine für die Familie Wolff, die Lage und das Haus Falls du dabei helfen möchtest, erklärt die Anleitung , wie das geht. BW                                                      | Hier wohnte Adolf Wolff | 21. Feb. 2013 | |
| Guste Wolff                | Norderstraße 11 ·            | Bild gesucht Die Wikipedia wünscht sich an dieser Stelle ein Bild vom hier behandelten Ort. Falls du dabei helfen möchtest, erklärt die Anleitung , wie das geht. BW | Hier wohnte Guste Wolff | 21. Feb. 2013 | |
| Joseph Wolff               | Norderstraße 11 ·            | Bild gesucht Die Wikipedia wünscht sich an dieser Stelle ein Bild vom hier behandelten Ort. Falls du dabei helfen möchtest, erklärt die Anleitung , wie das geht. BW | Hier wohnte Joseph Wolff | 21. Feb. 2013 | |
| Hanna Wolff                | Norderstraße 11 ·            | Bild gesucht Die Wikipedia wünscht sich an dieser Stelle ein Bild vom hier behandelten Ort. Falls du dabei helfen möchtest, erklärt die Anleitung , wie das geht. BW | Hier wohnte Hanna Wolff | 21. Feb. 2013 | |
| Regine Wolff               | Norderstraße 11 ·            | Bild gesucht Die Wikipedia wünscht sich an dieser Stelle ein Bild vom hier behandelten Ort. Falls du dabei helfen möchtest, erklärt die Anleitung , wie das geht. BW | Hier wohnte Regine Wolff | 21. Feb. 2013 | |
| Louis Wolff                | Norderstraße 11 ·            | Bild gesucht Die Wikipedia wünscht sich an dieser Stelle ein Bild vom hier behandelten Ort. Falls du dabei helfen möchtest, erklärt die Anleitung , wie das geht. BW | Hier wohnte Louis Wolff Jg. 1901 zwangssterilisiert 1936 Krankenhaus Aurich 'Schutzhaft' 1938 Sachsenhausen deportiert 1941 Riga ermordet                               | 5. Okt. 2021  | |
| Frieda David Wolff         | Norderstraße 18              | Bild gesucht Die Wikipedia wünscht sich an dieser Stelle ein Bild vom Ort mit diesen Koordinaten 53.471269 7.482856 . Motiv: Norderstraße 18: die Stolpersteine für die Familie Wolff, die Lage und das Haus Falls du dabei helfen möchtest, erklärt die Anleitung , wie das geht. BW                                                      | Hier wohnte Frieda David Wolff Jg. 1897 Flucht 1939 Paraguay | 16. Nov. 2019 | |
| Siegfried Wolff            | Norderstraße 18              | Bild gesucht Die Wikipedia wünscht sich an dieser Stelle ein Bild vom hier behandelten Ort. Falls du dabei helfen möchtest, erklärt die Anleitung , wie das geht. BW | Hier wohnte Siegfried Wolff Jg. 1902 Flucht 1939 Paraguay | 16. Nov. 2019 | |
| Bettina Wolff              | Norderstraße 18              | Bild gesucht Die Wikipedia wünscht sich an dieser Stelle ein Bild vom hier behandelten Ort. Falls du dabei helfen möchtest, erklärt die Anleitung , wie das geht. BW | Hier wohnte Bettina Wolff geb. Ronsheim Jg. 1908 Flucht 1939 Paraguay                                                                                                   | 16. Nov. 2019 | |
| Ruth Wolff                 | Norderstraße 18              | Bild gesucht Die Wikipedia wünscht sich an dieser Stelle ein Bild vom hier behandelten Ort. Falls du dabei helfen möchtest, erklärt die Anleitung , wie das geht. BW | Hier wohnte Ruth Wolff verh. Wolff de Espinoza Jg. 1928 Flucht 1939 Paraguay Chile                                                                                      | 16. Nov. 2019 | |
| Rosa Wolff                 | Norderstraße 18              | Bild gesucht Die Wikipedia wünscht sich an dieser Stelle ein Bild vom hier behandelten Ort. Falls du dabei helfen möchtest, erklärt die Anleitung , wie das geht. BW | Hier wohnte Rosa Wolff Jg. 1904 Flucht 1939 Paraguay | 16. Nov. 2019 | |
| Julius Wolff               | Norderstraße 18              | Bild gesucht Die Wikipedia wünscht sich an dieser Stelle ein Bild vom hier behandelten Ort. Falls du dabei helfen möchtest, erklärt die Anleitung , wie das geht. BW | Hier wohnte Julius Wolff Jg. 1900 Flucht 1939 Australien | 16. Nov. 2019 | |
| Hilde Wolff                | Norderstraße 18              | Bild gesucht Die Wikipedia wünscht sich an dieser Stelle ein Bild vom hier behandelten Ort. Falls du dabei helfen möchtest, erklärt die Anleitung , wie das geht. BW | Hier wohnte Hilde Wolff geb. Engländer Jg. 1906 Flucht 1939 Australien                                                                                                  | 16. Nov. 2019 | |
| Moritz Engländer           | Norderstraße 22 ·            | Bild gesucht Die Wikipedia wünscht sich an dieser Stelle ein Bild vom Ort mit diesen Koordinaten 53.471442 7.482891 . Motiv: Norderstraße 22: die Stolpersteine für die Familie Engländer, die Lage und das Haus Falls du dabei helfen möchtest, erklärt die Anleitung , wie das geht. BW                                                  | Hier wohnte Moritz Engländer | 16. Nov. 2019 | |
| Hanni 'Henny'Engländer     | Norderstraße 22 ·            | Bild gesucht Die Wikipedia wünscht sich an dieser Stelle ein Bild vom hier behandelten Ort. Falls du dabei helfen möchtest, erklärt die Anleitung , wie das geht. BW | Hier wohnte Hanni 'Henny' Engländer | 16. Nov. 2019 | |
| Siegfried Engländer        | Norderstraße 22 ·            | Bild gesucht Die Wikipedia wünscht sich an dieser Stelle ein Bild vom hier behandelten Ort. Falls du dabei helfen möchtest, erklärt die Anleitung , wie das geht. BW | Hier wohnte Siegfried Engländer | 16. Nov. 2019 | |
| Rachel Hoffmann            | Norderstraße 28 ·            | Bild gesucht Die Wikipedia wünscht sich an dieser Stelle ein Bild vom Ort mit diesen Koordinaten 53.471668 7.482952 . Motiv: Norderstraße 28: die Stolperstein für die Familie Hoffmann, die Lage und das Haus Falls du dabei helfen möchtest, erklärt die Anleitung , wie das geht. BW                                                    | Hier wohnte Rachel Hoffmann | 8. Nov. 2011  | |
| Scheintje Hoffmann         | Norderstraße 28 ·            | Bild gesucht Die Wikipedia wünscht sich an dieser Stelle ein Bild vom hier behandelten Ort. Falls du dabei helfen möchtest, erklärt die Anleitung , wie das geht. BW | Hier wohnte Scheintje Hoffmann | 8. Nov. 2011  | |
| Jonas 'Julius'Wolff        | Norderstraße 29 ·            | Bild gesucht Die Wikipedia wünscht sich an dieser Stelle ein Bild vom Ort mit diesen Koordinaten 53.471736 7.482847 . Motiv: Norderstraße 29: die Stolpersteine für die Familie Wolff Falls du dabei helfen möchtest, erklärt die Anleitung , wie das geht. BW                                                                             | Hier wohnte Jonas 'Julius' Wolff Jg. 1891 Flucht 1939 Palästina | 19. Sep. 2018 | |
| Henriette Wolff            | Norderstraße 29 ·            | Bild gesucht Die Wikipedia wünscht sich an dieser Stelle ein Bild vom hier behandelten Ort. Falls du dabei helfen möchtest, erklärt die Anleitung , wie das geht. BW | Hier wohnte Henriette Wolff geb. Katz Jg. 1891 Flucht 1939 Palästina | 19. Sep. 2018 | |
| Dina Wolff                 | Norderstraße 29 ·            | Bild gesucht Die Wikipedia wünscht sich an dieser Stelle ein Bild vom hier behandelten Ort. Falls du dabei helfen möchtest, erklärt die Anleitung , wie das geht. BW | Hier wohnte Dina Wolff verh. Selka Jg. 1920 Flucht 1939 Palästina | 19. Sep. 2018 | |
| Heinz 'Schlomo'Wolff       | Norderstraße 29 ·            | Bild gesucht Die Wikipedia wünscht sich an dieser Stelle ein Bild vom hier behandelten Ort. Falls du dabei helfen möchtest, erklärt die Anleitung , wie das geht. BW | Hier wohnte Heinz 'Schlomo' Wolff Jg. 1927 Flucht 1939 Palästina | 19. Sep. 2018 | |
| Jenny Samson               | Nürnburger Straße 24         | Bild gesucht Die Wikipedia wünscht sich an dieser Stelle ein Bild vom Ort mit diesen Koordinaten 53.471591 7.481486 . Motiv: Nürnburger Straße 24: die Stolpersteine für die Familie Samson, die Lage und das Haus Falls du dabei helfen möchtest, erklärt die Anleitung , wie das geht. BW                                                | Hier wohnte Jenny Samson | 21. Feb. 2013 | |
| Resi Samson                | Nürnburger Straße 24         | Bild gesucht Die Wikipedia wünscht sich an dieser Stelle ein Bild vom hier behandelten Ort. Falls du dabei helfen möchtest, erklärt die Anleitung , wie das geht. BW | Hier wohnte Resi Samson | 21. Feb. 2013 | |
| Betti Samson               | Nürnburger Straße 24         | Bild gesucht Die Wikipedia wünscht sich an dieser Stelle ein Bild vom hier behandelten Ort. Falls du dabei helfen möchtest, erklärt die Anleitung , wie das geht. BW | Hier wohnte Betti Samson | 21. Feb. 2013 | |
| Hugo Samson                | Nürnburger Straße 24         | Bild gesucht Die Wikipedia wünscht sich an dieser Stelle ein Bild vom hier behandelten Ort. Falls du dabei helfen möchtest, erklärt die Anleitung , wie das geht. BW | Hier wohnte Hugo Samson | 21. Feb. 2013 | |
| Sophie Aron                | Oldersumer Straße 53 ·       | Bild gesucht Die Wikipedia wünscht sich an dieser Stelle ein Bild vom Ort mit diesen Koordinaten 53.466235 7.468847 . Motiv: Oldersumer Straße 53: die Stolpersteine für die Familie Aron, die Lage und das Haus Falls du dabei helfen möchtest, erklärt die Anleitung , wie das geht. BW                                                  | Hier wohnte Sophie Aron Jg. 1873 Flucht 1935 Holland interniert Westerbork deportiert 1943 Auschwitz ermordet 5.2.1943                                                  | 14. Dez. 2013 | |
| Hermann Aron               | Oldersumer Straße 53 ·       | Bild gesucht Die Wikipedia wünscht sich an dieser Stelle ein Bild vom hier behandelten Ort. Falls du dabei helfen möchtest, erklärt die Anleitung , wie das geht. BW | Hier wohnte Hermann Aron Jg. 1901 Flucht 1935 Holland Schicksal unbekannt                                                                                               | 14. Dez. 2013 | |
| Johanne Aron               | Oldersumer Straße 53 ·       | Bild gesucht Die Wikipedia wünscht sich an dieser Stelle ein Bild vom hier behandelten Ort. Falls du dabei helfen möchtest, erklärt die Anleitung , wie das geht. BW | Hier wohnte Johanne Aron Jg. 1904 Flucht 1933 Holland interniert Westerbork deportiert 1942 Auschwitz ermordet 15.12.1942                                               | 14. Dez. 2013 | |
| Paula Blitz                | Oldersumer Straße 53 ·       | Bild gesucht Die Wikipedia wünscht sich an dieser Stelle ein Bild vom hier behandelten Ort. Falls du dabei helfen möchtest, erklärt die Anleitung , wie das geht. BW | Hier wohnte Paula Blitz geb. Aron Jg. 1905 Flucht 1933 Holland interniert Westerbork deportiert 1942 Auschwitz ermordet 19.8.1942                                       | 14. Dez. 2013 | |
| Adolf F. Jensen            | Oldersumer Straße 74 ·       | Bild gesucht Die Wikipedia wünscht sich an dieser Stelle ein Bild vom Ort mit diesen Koordinaten 53.463985 7.464376 . Motiv: Oldersumer Straße 74: der Stolperstein für Prof. Adolf Jensen, die Lage und das Haus Falls du dabei helfen möchtest, erklärt die Anleitung , wie das geht. BW                                                 | Adolf F. Jensen Jg. 1878 im Widerstand/SPD Berufsverbot 1933 arbeitete in Holland verhaftet 1943 Todesurteil Flucht 1943 Deutschland versteckt überlebt                 | 9. Mai 2023   | |
| Benjamin Wolffs            | Osterstraße 8 ·              | Bild gesucht Die Wikipedia wünscht sich an dieser Stelle ein Bild vom Ort mit diesen Koordinaten 53.469287 7.483405 . Motiv: Osterstraße 8: die Stolpersteine für die Familie Wolffs, die Lage und das Haus Falls du dabei helfen möchtest, erklärt die Anleitung , wie das geht. BW                                                       | Hier wohnte Benjamin Wolffs | 8. Nov. 2011  | |
| Paula Wolffs               | Osterstraße 8 ·              | Bild gesucht Die Wikipedia wünscht sich an dieser Stelle ein Bild vom hier behandelten Ort. Falls du dabei helfen möchtest, erklärt die Anleitung , wie das geht. BW | Hier wohnte Paula Wolffs | 8. Nov. 2011  | |
| Clara Melloch Wolffs       | Osterstraße 8 ·              | Bild gesucht Die Wikipedia wünscht sich an dieser Stelle ein Bild vom hier behandelten Ort. Falls du dabei helfen möchtest, erklärt die Anleitung , wie das geht. BW | Hier wohnte Clara Melloch Wolffs Jg. 1870 deportiert 1942 Riga ermordet                                                                                                 | 12. Juni 2012 | |
| Betty Wolffs               | Osterstraße 8 ·              | Bild gesucht Die Wikipedia wünscht sich an dieser Stelle ein Bild vom hier behandelten Ort. Falls du dabei helfen möchtest, erklärt die Anleitung , wie das geht. BW | Hier wohnte Betty Wolffs Jg. 1877 deportiert 1942 Theresienstadt ermordet 5.3.1943                                                                                      | 12. Juni 2012 | |
| Jakob Bargerbuhr           | Osterstraße 11 ·             | Bild gesucht Die Wikipedia wünscht sich an dieser Stelle ein Bild vom Ort mit diesen Koordinaten 53.469357 7.483497 . Motiv: Osterstraße 11: die Stolpersteine für Jakob Bargerbuhr und Familie Hartog, die Lage und das Haus Falls du dabei helfen möchtest, erklärt die Anleitung , wie das geht. BW                                     | Hier wohnte Jakob Bargerbuhr Jg. 1855 deportiert 1943 Theresienstadt ermordet 23.12.1943                                                                                | 8. Nov. 2011  | |
| Adolf Hartog               | Osterstraße 11 ·             | Bild gesucht Die Wikipedia wünscht sich an dieser Stelle ein Bild vom hier behandelten Ort. Falls du dabei helfen möchtest, erklärt die Anleitung , wie das geht. BW | Hier wohnte Adolf Hartog Jg. 1891 deportiert 1941 Łodz/Litzmannstadt ermordet 7.5.1942 Chelmno/Kulmhof                                                                  | 8. Nov. 2011  | |
| Berta Hartog               | Osterstraße 11 ·             | Bild gesucht Die Wikipedia wünscht sich an dieser Stelle ein Bild vom hier behandelten Ort. Falls du dabei helfen möchtest, erklärt die Anleitung , wie das geht. BW | Hier wohnte Berta Hartog geb. Jacobs Jg. 1897 deportiert 1941 Łodz/Litzmannstadt ermordet 7.5.1942 Chelmno/Kulmhof                                                      | 8. Nov. 2011  | |
| Friedel Hartog             | Osterstraße 11 ·             | Bild gesucht Die Wikipedia wünscht sich an dieser Stelle ein Bild vom hier behandelten Ort. Falls du dabei helfen möchtest, erklärt die Anleitung , wie das geht. BW | Hier wohnte Friedel Hartog Jg. 1922 deportiert 1941 Łodz/Litzmannstadt ermordet 7.5.1942 Chelmno/Kulmhof                                                                | 8. Nov. 2011  | |
| Paul Hartog                | Osterstraße 11 ·             | Bild gesucht Die Wikipedia wünscht sich an dieser Stelle ein Bild vom hier behandelten Ort. Falls du dabei helfen möchtest, erklärt die Anleitung , wie das geht. BW | Hier wohnte Paul Hartog Jg. 1924 deportiert 1941 Łodz/Litzmannstadt ermordet 7.5.1942 Chelmno/Kulmhof                                                                   | 8. Nov. 2011  | |
| Minna Hartog               | Osterstraße 11 ·             | Bild gesucht Die Wikipedia wünscht sich an dieser Stelle ein Bild vom hier behandelten Ort. Falls du dabei helfen möchtest, erklärt die Anleitung , wie das geht. BW | Hier wohnte Minna Hartog geb. Jacobs Jg. 1854 unfreiwillig verzogen 1936 Sögel gedemütigt/entrechtet tot 7.1.1937                                                       | 23. Okt. 2017 | |
| Dr. Alfred Werthheim       | Osterstraße 13 ·             | Bild gesucht Die Wikipedia wünscht sich an dieser Stelle ein Bild vom Ort mit diesen Koordinaten 53.469342 7.483635 . Motiv: Osterstraße 13: die Stolpersteine für Dr. Alfred Werthheim und Familie Goldschmidt, die Lage und das Haus Falls du dabei helfen möchtest, erklärt die Anleitung , wie das geht. BW                            | Hier wohnte Dr. Alfred Werthheim | 9. Nov. 2012  | |
| Sally Goldschmidt          | Osterstraße 13 ·             | Bild gesucht Die Wikipedia wünscht sich an dieser Stelle ein Bild vom hier behandelten Ort. Falls du dabei helfen möchtest, erklärt die Anleitung , wie das geht. BW | Hier wohnte Sally Goldschmidt | 23. Okt. 2017 | |
| Meta Goldschmidt           | Osterstraße 13 ·             | Bild gesucht Die Wikipedia wünscht sich an dieser Stelle ein Bild vom hier behandelten Ort. Falls du dabei helfen möchtest, erklärt die Anleitung , wie das geht. BW | Hier wohnte Meta Goldschmidt | 23. Okt. 2017 | |
| Herta Goldschmidt          | Osterstraße 13 ·             | Bild gesucht Die Wikipedia wünscht sich an dieser Stelle ein Bild vom hier behandelten Ort. Falls du dabei helfen möchtest, erklärt die Anleitung , wie das geht. BW | Hier wohnte Herta Goldschmidt | 23. Okt. 2017 | |
| Erich Sternberg            | Osterstraße 16/18 ·          | Bild gesucht Die Wikipedia wünscht sich an dieser Stelle ein Bild vom Ort mit diesen Koordinaten 53.46929 7.484036 . Motiv: Osterstraße 16/18: die Stolpersteine für die Familien Sternberg, die Lage und das Haus Falls du dabei helfen möchtest, erklärt die Anleitung , wie das geht. BW                                                | Hier wohnte Erich Sternberg | 5. Okt. 2021  | |
| Lea Sternberg              | Osterstraße 16/18 ·          | Bild gesucht Die Wikipedia wünscht sich an dieser Stelle ein Bild vom hier behandelten Ort. Falls du dabei helfen möchtest, erklärt die Anleitung , wie das geht. BW | Hier wohnte Lea Sternberg | 5. Okt. 2021  | |
| Josef Sternberg            | Osterstraße 16/18 ·          | Bild gesucht Die Wikipedia wünscht sich an dieser Stelle ein Bild vom hier behandelten Ort. Falls du dabei helfen möchtest, erklärt die Anleitung , wie das geht. BW | Hier wohnte Josef Sternberg | 5. Okt. 2021  | |
| Insa Sternberg             | Osterstraße 16/18 ·          | Bild gesucht Die Wikipedia wünscht sich an dieser Stelle ein Bild vom hier behandelten Ort. Falls du dabei helfen möchtest, erklärt die Anleitung , wie das geht. BW | Hier wohnte Insa Sternberg | 5. Okt. 2021  | |
| Hans-Joachim Sternberg     | Osterstraße 16/18 ·          | Bild gesucht Die Wikipedia wünscht sich an dieser Stelle ein Bild vom hier behandelten Ort. Falls du dabei helfen möchtest, erklärt die Anleitung , wie das geht. BW | Hier wohnte Hans-Joachim Sternberg | 5. Okt. 2021  | |
| Max Sternberg              | Osterstraße 16/18 ·          | Bild gesucht Die Wikipedia wünscht sich an dieser Stelle ein Bild vom hier behandelten Ort. Falls du dabei helfen möchtest, erklärt die Anleitung , wie das geht. BW | Hier wohnte Max Sternberg | 5. Okt. 2021  | |
| Frieda Sternberg           | Osterstraße 16/18 ·          | Bild gesucht Die Wikipedia wünscht sich an dieser Stelle ein Bild vom hier behandelten Ort. Falls du dabei helfen möchtest, erklärt die Anleitung , wie das geht. BW | Hier wohnte Frieda Sternberg | 5. Okt. 2021  | |
| Manfred Sternberg          | Osterstraße 16/18 ·          | Bild gesucht Die Wikipedia wünscht sich an dieser Stelle ein Bild vom hier behandelten Ort. Falls du dabei helfen möchtest, erklärt die Anleitung , wie das geht. BW | Hier wohnte Manfred Sternberg | 5. Okt. 2021  | |
| Jacob Meyer Sternberg      | Osterstraße 16/18 ·          | Bild gesucht Die Wikipedia wünscht sich an dieser Stelle ein Bild vom hier behandelten Ort. Falls du dabei helfen möchtest, erklärt die Anleitung , wie das geht. BW | Hier wohnte Jacob Meyer Sternberg | 9. Mai 2023   | |
| Röschen Sternberg          | Osterstraße 16/18 ·          | Bild gesucht Die Wikipedia wünscht sich an dieser Stelle ein Bild vom hier behandelten Ort. Falls du dabei helfen möchtest, erklärt die Anleitung , wie das geht. BW | Hier wohnte Röschen Sternberg | 9. Mai 2023   | |
| Abraham Levy Wolff         | Osterstraße 25 ·             | Bild gesucht Die Wikipedia wünscht sich an dieser Stelle ein Bild vom Ort mit diesen Koordinaten 53.46936 7.484434 . Motiv: Osterstraße 25: die Stolpersteine für drei Familien Wolff, die Lage und das Haus Falls du dabei helfen möchtest, erklärt die Anleitung , wie das geht. BW                                                      | Hier wohnte Abraham Levy Wolff | 12. Juni 2012 | |
| Frieda Wolff               | Osterstraße 25 ·             | Bild gesucht Die Wikipedia wünscht sich an dieser Stelle ein Bild vom hier behandelten Ort. Falls du dabei helfen möchtest, erklärt die Anleitung , wie das geht. BW | Hier wohnte Frieda Wolff | 12. Juni 2012 | |
| Jonas Wolff                | Osterstraße 25 ·             | Bild gesucht Die Wikipedia wünscht sich an dieser Stelle ein Bild vom hier behandelten Ort. Falls du dabei helfen möchtest, erklärt die Anleitung , wie das geht. BW | Hier wohnte Jonas Wolff Jg. 1897 Flucht 1939 USA | 24. Juni 2021 | |
| Senta Wolff                | Osterstraße 25 ·             | Bild gesucht Die Wikipedia wünscht sich an dieser Stelle ein Bild vom hier behandelten Ort. Falls du dabei helfen möchtest, erklärt die Anleitung , wie das geht. BW | Hier wohnte Senta Wolff geb. Wolff Jg. 1903 Flucht 1939 USA | 24. Juni 2021 | |
| Lia Wolff                  | Osterstraße 25 ·             | Bild gesucht Die Wikipedia wünscht sich an dieser Stelle ein Bild vom hier behandelten Ort. Falls du dabei helfen möchtest, erklärt die Anleitung , wie das geht. BW | Hier wohnte Lia Wolff Jg. 1931 Flucht 1939 USA | 24. Juni 2021 | |
| David 'Bodo'Wolff          | Osterstraße 25 ·             | Bild gesucht Die Wikipedia wünscht sich an dieser Stelle ein Bild vom hier behandelten Ort. Falls du dabei helfen möchtest, erklärt die Anleitung , wie das geht. BW | Hier wohnte David 'Bodo' Wolff Jg. 1933 Flucht 1939 USA | 24. Juni 2021 | |
| Emilie Wolff               | Osterstraße 25 ·             | Bild gesucht Die Wikipedia wünscht sich an dieser Stelle ein Bild vom hier behandelten Ort. Falls du dabei helfen möchtest, erklärt die Anleitung , wie das geht. BW | Hier wohnte Emilie Wolff verh. Farber Jg. 1935 Flucht 1939 USA | 24. Juni 2021 | |
| Clara Wolff                | Osterstraße 25 ·             | Bild gesucht Die Wikipedia wünscht sich an dieser Stelle ein Bild vom hier behandelten Ort. Falls du dabei helfen möchtest, erklärt die Anleitung , wie das geht. BW | Hier wohnte Clara Wolff geb. Wolffs Jg. 1872 Flucht 1938 Holland interniert Westerbork deportiert 1943 Sobibor ermordet 26.3.1943                                       | 24. Juni 2021 | |
| Wolf Wolff                 | Osterstraße 25 ·             | Bild gesucht Die Wikipedia wünscht sich an dieser Stelle ein Bild vom hier behandelten Ort. Falls du dabei helfen möchtest, erklärt die Anleitung , wie das geht. BW | Hier wohnte Wolf Wolff Jg. 1902 Flucht 1938 Palästina | 24. Juni 2021 | |
| Moritz Moses Wolff         | Osterstraße 27 ·             | Bild gesucht Die Wikipedia wünscht sich an dieser Stelle ein Bild vom Ort mit diesen Koordinaten 53.469339 7.484703 . Motiv: Osterstraße 27: die Stolpersteine für die Familie Wolff, die Lage und das Haus Falls du dabei helfen möchtest, erklärt die Anleitung , wie das geht. BW                                                       | Hier wohnte Moritz Moses Wolff | 5. Dez. 2015  | |
| Lilli Wolff                | Osterstraße 27 ·             | Bild gesucht Die Wikipedia wünscht sich an dieser Stelle ein Bild vom hier behandelten Ort. Falls du dabei helfen möchtest, erklärt die Anleitung , wie das geht. BW | Hier wohnte Lilli Wolff | 5. Dez. 2015  | |
| Rita Wolff                 | Osterstraße 27 ·             | Bild gesucht Die Wikipedia wünscht sich an dieser Stelle ein Bild vom hier behandelten Ort. Falls du dabei helfen möchtest, erklärt die Anleitung , wie das geht. BW | Hier wohnte Rita Wolff | 5. Dez. 2015  | |
| Ingrid Wolff               | Osterstraße 27 ·             | Bild gesucht Die Wikipedia wünscht sich an dieser Stelle ein Bild vom hier behandelten Ort. Falls du dabei helfen möchtest, erklärt die Anleitung , wie das geht. BW | Hier wohnte Ingrid Wolff | 5. Dez. 2015  | |
| Jakob Wolff                | Osterstraße 27 ·             | Bild gesucht Die Wikipedia wünscht sich an dieser Stelle ein Bild vom hier behandelten Ort. Falls du dabei helfen möchtest, erklärt die Anleitung , wie das geht. BW | Hier wohnte Jakob Wolff Jg. 1902 Flucht 1938 Paraguay | 5. Okt. 2021  | |
| Herta Wolff                | Osterstraße 27 ·             | Bild gesucht Die Wikipedia wünscht sich an dieser Stelle ein Bild vom hier behandelten Ort. Falls du dabei helfen möchtest, erklärt die Anleitung , wie das geht. BW | Hier wohnte Herta Wolff geb. Ronsheim Jg. 1912 Flucht 1938 Paraguay | 5. Okt. 2021  | |
| Dietz 'Diego'Wolff         | Osterstraße 27 ·             | Bild gesucht Die Wikipedia wünscht sich an dieser Stelle ein Bild vom hier behandelten Ort. Falls du dabei helfen möchtest, erklärt die Anleitung , wie das geht. BW | Hier wohnte Dietz 'Diego' Wolff Jg. 1934 Flucht 1938 Paraguay | 5. Okt. 2021  | |
| Sophie Seckels             | Osterstraße 30 ·             | Bild gesucht Die Wikipedia wünscht sich an dieser Stelle ein Bild vom Ort mit diesen Koordinaten 53.469267 7.484822 . Motiv: Osterstraße 30: die Stolpersteine für Sophie Seckels und Karoline Leers, die Lage und das Haus Falls du dabei helfen möchtest, erklärt die Anleitung , wie das geht. BW                                       | Hier wohnte Sophie Seckels geb. Isenburger Jg. 1864 deportiert 1942 Izbica ermordet                                                                                     | 8. Nov. 2011  | |
| Karoline Leers             | Osterstraße 30 ·             | Bild gesucht Die Wikipedia wünscht sich an dieser Stelle ein Bild vom hier behandelten Ort. Falls du dabei helfen möchtest, erklärt die Anleitung , wie das geht. BW | Hier wohnte Karoline Leers Jg. 1858 unfreiwillig verzogen 1940 Berlin deportiert 1942 Theresienstadt ermordet 9.1.1943                                                  | 27. Jan. 2015 | |
| Joseph Seckels             | Osterstraße 30 ·             | Bild gesucht Die Wikipedia wünscht sich an dieser Stelle ein Bild vom hier behandelten Ort. Falls du dabei helfen möchtest, erklärt die Anleitung , wie das geht. BW | Hier wohnte Joseph Seckels | 16. Nov. 2019 | |
| Jakob Seckels              | Osterstraße 30 ·             | Bild gesucht Die Wikipedia wünscht sich an dieser Stelle ein Bild vom hier behandelten Ort. Falls du dabei helfen möchtest, erklärt die Anleitung , wie das geht. BW | Hier wohnte Jakob Seckels | 16. Nov. 2019 | |
| Gitta Seckels              | Osterstraße 30 ·             | Bild gesucht Die Wikipedia wünscht sich an dieser Stelle ein Bild vom hier behandelten Ort. Falls du dabei helfen möchtest, erklärt die Anleitung , wie das geht. BW | Hier wohnte Gitta Seckels | 16. Nov. 2019 | |
| Meyer Feibelmann Hoffmann  | Ukenastraße 2 ·              | Bild gesucht Die Wikipedia wünscht sich an dieser Stelle ein Bild vom Ort mit diesen Koordinaten 53.466773 7.488981 . Motiv: Ukenastraße 2: die Stolpersteine für die Familie Hoffmann, die Lage und das Haus Falls du dabei helfen möchtest, erklärt die Anleitung , wie das geht. BW                                                     | Hier wohnte Meyer Feibelmann Hoffmann | 21. Okt. 2016 | |
| Henriette Hoffmann         | Ukenastraße 2 ·              | Bild gesucht Die Wikipedia wünscht sich an dieser Stelle ein Bild vom hier behandelten Ort. Falls du dabei helfen möchtest, erklärt die Anleitung , wie das geht. BW | Hier wohnte Henriette Hoffmann | 21. Okt. 2016 | |
| Wilhelm Hoffmann           | Ukenastraße 2 ·              | Bild gesucht Die Wikipedia wünscht sich an dieser Stelle ein Bild vom hier behandelten Ort. Falls du dabei helfen möchtest, erklärt die Anleitung , wie das geht. BW | Hier wohnte Wilhelm Hoffmann | 21. Okt. 2016 | |
| Karl Wolffs                | Wallstraße 2                 | Bild gesucht Die Wikipedia wünscht sich an dieser Stelle ein Bild vom Ort mit diesen Koordinaten 53.469649 7.484663 . Motiv: Wallstraße 2: die Stolpersteine für die Familie Wolffs, die Lage und das Haus Falls du dabei helfen möchtest, erklärt die Anleitung , wie das geht. BW                                                        | Hier wohnte Karl Wolffs | 5. Dez. 2015  | |
| Henriette Wolffs           | Wallstraße 2                 | Bild gesucht Die Wikipedia wünscht sich an dieser Stelle ein Bild vom hier behandelten Ort. Falls du dabei helfen möchtest, erklärt die Anleitung , wie das geht. BW | Hier wohnte Henriette Wolffs | 5. Dez. 2015  | |
| Levy 'Ludwig'Salomons      | Wallstraße 4                 | Bild gesucht Die Wikipedia wünscht sich an dieser Stelle ein Bild vom Ort mit diesen Koordinaten 53.469721 7.484675 . Motiv: Wallstraße 4: die Stolpersteine für die Familie Salomons und Louis Watermann, die Lage und das Haus Falls du dabei helfen möchtest, erklärt die Anleitung , wie das geht. BW                                  | Hier wohnte Levy 'Ludwig' Salomons | 5. Dez. 2015  | |
| Eva Salomons               | Wallstraße 4                 | Bild gesucht Die Wikipedia wünscht sich an dieser Stelle ein Bild vom hier behandelten Ort. Falls du dabei helfen möchtest, erklärt die Anleitung , wie das geht. BW | Hier wohnte Eva Salomons | 5. Dez. 2015  | |
| Kurt Salomons              | Wallstraße 4                 | Bild gesucht Die Wikipedia wünscht sich an dieser Stelle ein Bild vom hier behandelten Ort. Falls du dabei helfen möchtest, erklärt die Anleitung , wie das geht. BW | Hier wohnte Kurt Salomons | 5. Dez. 2015  | |
| Louis Watermann            | Wallstraße 4                 | Bild gesucht Die Wikipedia wünscht sich an dieser Stelle ein Bild vom hier behandelten Ort. Falls du dabei helfen möchtest, erklärt die Anleitung , wie das geht. BW | Hier wohnte Louis Watermann Jg. 1891 unfreiwillig verzogen 1940 Essen deportiert 1941 Łodz/Litzmannstadt ermordet 22.1.1942                                             | 23. Okt. 2017 | |
| Wolf Hess                  | Wallstraße 6                 | Bild gesucht Die Wikipedia wünscht sich an dieser Stelle ein Bild vom Ort mit diesen Koordinaten 53.469779 7.484684 . Motiv: Wallstraße 6: der Stolperstein für Wolf Hess, die Lage und das Haus Falls du dabei helfen möchtest, erklärt die Anleitung , wie das geht. BW                                                                  | Hier wohnte Wolf Hess Jg. 1887 eingewiesen 1940 Jacoby'sche Anstalt Bendorf-Sayn deportiert 1942 Sobibor ermordet 15.6.1942                                             | 24. Juni 2021 | |
| Gerson Stoppelmann         | Wallstraße 8                 | Bild gesucht Die Wikipedia wünscht sich an dieser Stelle ein Bild vom Ort mit diesen Koordinaten 53.469819 7.484663 . Motiv: Wallstraße 8: die Stolpersteine für die Familie Stoppelmann, die Lage und das Haus Falls du dabei helfen möchtest, erklärt die Anleitung , wie das geht. BW                                                   | Hier wohnte Gerson Stoppelmann Jg. 1883 'Schutzhaft' 1938 Sachsenhausen deportiert 1941 Łodz/Litzmannstadt ermordet 4.2.1942 Chelmno/Kulmhof                            | 17. Juli 2014 | |
| Minna Stoppelmann          | Wallstraße 8                 | Bild gesucht Die Wikipedia wünscht sich an dieser Stelle ein Bild vom hier behandelten Ort. Falls du dabei helfen möchtest, erklärt die Anleitung , wie das geht. BW | Hier wohnte Minna Stoppelmann geb. Wolff Jg. 1887 deportiert 1941 Łodz/Litzmannstadt ermordet 4.2.1942 Chelmno/Kulmhof                                                  | 17. Juli 2014 | |
| Norbert Stoppelmann        | Wallstraße 8                 | Bild gesucht Die Wikipedia wünscht sich an dieser Stelle ein Bild vom hier behandelten Ort. Falls du dabei helfen möchtest, erklärt die Anleitung , wie das geht. BW | Hier wohnte Norbert Stoppelmann Jg. 1912 eingewiesen 1933 Heilanstalt Wildeshausen tot 19.2.1935                                                                        | 17. Juli 2014 | |
| Siegfried Stoppelmann      | Wallstraße 8                 | Bild gesucht Die Wikipedia wünscht sich an dieser Stelle ein Bild vom hier behandelten Ort. Falls du dabei helfen möchtest, erklärt die Anleitung , wie das geht. BW | Hier wohnte Siegfried Stoppelmann Jg. 1913 'Schutzhaft' 1938 Sachsenhausen Flucht 1939 Belgien Palästina                                                                | 17. Juli 2014 | |
| Sara Wolffs                | Wallstraße 12                | Bild gesucht Die Wikipedia wünscht sich an dieser Stelle ein Bild vom Ort mit diesen Koordinaten 53.469898 7.484691 . Motiv: Wallstraße 12: die Stolpersteine für die Familie Wolffs, die Lage und das Haus Falls du dabei helfen möchtest, erklärt die Anleitung , wie das geht. BW                                                       | Hier wohnte Sara Wolffs | 5. Dez. 2015  | |
| Gelli Simon Wolffs         | Wallstraße 12                | Bild gesucht Die Wikipedia wünscht sich an dieser Stelle ein Bild vom hier behandelten Ort. Falls du dabei helfen möchtest, erklärt die Anleitung , wie das geht. BW | Hier wohnte Gelli Simon Wolffs | 5. Dez. 2015  | |
| Edith 'Eva'Frank           | Wallstraße 12                | Bild gesucht Die Wikipedia wünscht sich an dieser Stelle ein Bild vom hier behandelten Ort. Falls du dabei helfen möchtest, erklärt die Anleitung , wie das geht. BW | Hier wohnte Edith 'Eva' Frank | 5. Dez. 2015  | |
| Paul Frank                 | Wallstraße 12                | Bild gesucht Die Wikipedia wünscht sich an dieser Stelle ein Bild vom hier behandelten Ort. Falls du dabei helfen möchtest, erklärt die Anleitung , wie das geht. BW | Hier wohnte Paul Frank | 5. Dez. 2015  | |
| Siegfried Frank            | Wallstraße 12                | Bild gesucht Die Wikipedia wünscht sich an dieser Stelle ein Bild vom hier behandelten Ort. Falls du dabei helfen möchtest, erklärt die Anleitung , wie das geht. BW | Hier wohnte Siegfried Frank | 17. Dez. 2015 | |
| Abraham Wolffs             | Wallstraße 14                | Bild gesucht Die Wikipedia wünscht sich an dieser Stelle ein Bild vom Ort mit diesen Koordinaten 53.469953 7.484682 . Motiv: Wallstraße 14: die Stolpersteine für die Familie Wolffs, die Lage und das Haus Falls du dabei helfen möchtest, erklärt die Anleitung , wie das geht. BW                                                       | Hier wohnte Abraham Wolffs Jg. 1872 unfreiwillig verzogen 1940 Emden deportiert 1941 Łodz/Litzmannstadt ermordet Sept. 1942 Chelmno/Kulmhof                             | 27. Jan. 2015 | |
| Betty Wolffs               | Wallstraße 14                | Bild gesucht Die Wikipedia wünscht sich an dieser Stelle ein Bild vom hier behandelten Ort. Falls du dabei helfen möchtest, erklärt die Anleitung , wie das geht. BW | Hier wohnte Betty Wolffs geb. Wallheimer Jg. 1877 unfreiwillig verzogen 1940 Emden deportiert 1941 Łodz/Litzmannstadt ermordet 7.9.1942 Chelmno/Kulmhof                 | 27. Jan. 2015 | |
| Isaak Salomons             | Wallstraße 14                | Bild gesucht Die Wikipedia wünscht sich an dieser Stelle ein Bild vom hier behandelten Ort. Falls du dabei helfen möchtest, erklärt die Anleitung , wie das geht. BW | Hier wohnte Isaak Salomons Jg. 1901 Flucht 1938 Holland interniert Westerbork deportiert 1942 Auschwitz ermordet 3.1.1943                                               | 27. Jan. 2015 | |
| Erna Salomons              | Wallstraße 14                | Bild gesucht Die Wikipedia wünscht sich an dieser Stelle ein Bild vom hier behandelten Ort. Falls du dabei helfen möchtest, erklärt die Anleitung , wie das geht. BW | Hier wohnte Erna Salomons geb. Wolffs Jg. 1905 Flucht 1933 Luxemburg 1938 Holland interniert Westerbork deportiert 1942 Auschwitz ermordet 12.10.1942                   | 27. Jan. 2015 | |
| Wolff Benjamin Wolffs      | Wallstraße 14                | Bild gesucht Die Wikipedia wünscht sich an dieser Stelle ein Bild vom hier behandelten Ort. Falls du dabei helfen möchtest, erklärt die Anleitung , wie das geht. BW | Hier wohnte Wolff Benjamin Wolffs Jg. 1904 'Schutzhaft' 1938 Sachsenhausen Flucht 1940 Palästina interniert Atlit befreit 10.10.1945                                    | 27. Jan. 2015 | |
| Benjamin Benno Wolffs      | Wallstraße 14                | Bild gesucht Die Wikipedia wünscht sich an dieser Stelle ein Bild vom hier behandelten Ort. Falls du dabei helfen möchtest, erklärt die Anleitung , wie das geht. BW | Hier wohnte Benjamin Benno Wolffs Jg. 1910 'Schutzhaft' 1938 Sachsenhausen Flucht 1940 Palästina interniert Atlit befreit 10.10.1945                                    | 27. Jan. 2015 | |
| Wilhelm Wolffs             | Wallstraße 14                | Bild gesucht Die Wikipedia wünscht sich an dieser Stelle ein Bild vom hier behandelten Ort. Falls du dabei helfen möchtest, erklärt die Anleitung , wie das geht. BW | Hier wohnte Wilhelm Wolffs Jg. 1905 'Schutzhaft' 1938 Sachsenhausen unfreiwillig verzogen 1940 Emden deportiert 1941 Łodz/Litzmannstadt ermordet 30.12.1942             | 27. Jan. 2015 | |
| Thea Salomons              | Wallstraße 14                | Bild gesucht Die Wikipedia wünscht sich an dieser Stelle ein Bild vom hier behandelten Ort. Falls du dabei helfen möchtest, erklärt die Anleitung , wie das geht. BW | Hier wohnte Thea Salomons Jg. 1937 Flucht 1938 Holland interniert Westerbork deportiert 1942 Auschwitz ermordet 12.10.1942                                              | 27. Jan. 2015 | |
| Johanna Wolffs             | Wallstraße 14                | Bild gesucht Die Wikipedia wünscht sich an dieser Stelle ein Bild vom hier behandelten Ort. Falls du dabei helfen möchtest, erklärt die Anleitung , wie das geht. BW | Hier wohnte Johanna Wolffs | 16. Nov. 2019 | |
| Gelle Wolff                | Wallstraße 16                | Bild gesucht Die Wikipedia wünscht sich an dieser Stelle ein Bild vom Ort mit diesen Koordinaten 53.470015 7.484692 . Motiv: Wallstraße 16: die Stolpersteine für Gelle Wolff und Familie Hoffmann, die Lage und das Haus Falls du dabei helfen möchtest, erklärt die Anleitung , wie das geht. BW                                         | Hier wohnte Gelle Wolff Jg. 1880 deportiert Riga ermordet | 27. Jan. 2015 | |
| Friedrich Hoffmann         | Wallstraße 16                | Bild gesucht Die Wikipedia wünscht sich an dieser Stelle ein Bild vom hier behandelten Ort. Falls du dabei helfen möchtest, erklärt die Anleitung , wie das geht. BW | Hier wohnte Friedrich Hoffmann Jg. 1899 unfreiwillig verzogen 1940 Berlin deportiert 1942 ermordet in Auschwitz                                                         | 27. Jan. 2015 | |
| Rachel Hoffmann            | Wallstraße 16                | Bild gesucht Die Wikipedia wünscht sich an dieser Stelle ein Bild vom hier behandelten Ort. Falls du dabei helfen möchtest, erklärt die Anleitung , wie das geht. BW | Hier wohnte Rachel Hoffmann geb. Wolff Jg. 1892 unfreiwillig verzogen 1940 Berlin deportiert 1942 ermordet in Auschwitz                                                 | 27. Jan. 2015 | |
| Menno Hoffmann             | Wallstraße 16                | Bild gesucht Die Wikipedia wünscht sich an dieser Stelle ein Bild vom hier behandelten Ort. Falls du dabei helfen möchtest, erklärt die Anleitung , wie das geht. BW | Hier wohnte Menno Hoffmann Jg. 1926 deportiert 1942 ermordet in Auschwitz                                                                                               | 27. Jan. 2015 | |
| Mirjam Hoffmann            | Wallstraße 16                | Bild gesucht Die Wikipedia wünscht sich an dieser Stelle ein Bild vom hier behandelten Ort. Falls du dabei helfen möchtest, erklärt die Anleitung , wie das geht. BW | Hier wohnte Mirjam Hoffmann Jg. 1929 deportiert 1942 ermordet in Auschwitz                                                                                              | 27. Jan. 2015 | |
| Friedrich 'Fritz'Hoffmann  | Wallstraße 19                | Bild gesucht Die Wikipedia wünscht sich an dieser Stelle ein Bild vom Ort mit diesen Koordinaten 53.470209 7.48462 . Motiv: Wallstraße 19: die Stolpersteine für die Familie Hoffmann, die Lage und das Haus Falls du dabei helfen möchtest, erklärt die Anleitung , wie das geht. BW                                                      | Hier wohnte Friedrich 'Fritz' Hoffmann Jg. 1889 'Schutzhaft' 1938 Sachsenhausen deportiert 1941 Łodz/Litzmannstadt ermordet 4.5.1942 Chelmno/Kulmhof                    | 17. Juli 2014 | |
| Rebekka Hoffmann           | Wallstraße 19                | Bild gesucht Die Wikipedia wünscht sich an dieser Stelle ein Bild vom hier behandelten Ort. Falls du dabei helfen möchtest, erklärt die Anleitung , wie das geht. BW | Hier wohnte Rebekka Hoffmann geb. Wallheimer Jg. 1893 deportiert 1941 Łodz/Litzmannstadt ermordet 4.5.1942 Chelmno/Kulmhof                                              | 17. Juli 2014 | |
| Eva Hoffmann               | Wallstraße 19                | Bild gesucht Die Wikipedia wünscht sich an dieser Stelle ein Bild vom hier behandelten Ort. Falls du dabei helfen möchtest, erklärt die Anleitung , wie das geht. BW | Hier wohnte Eva Hoffmann verh. Fabri Jg. 1921 Flucht 1938 Italien | 17. Juli 2014 | |
| Helene Hoffmann            | Wallstraße 19                | Bild gesucht Die Wikipedia wünscht sich an dieser Stelle ein Bild vom hier behandelten Ort. Falls du dabei helfen möchtest, erklärt die Anleitung , wie das geht. BW | Hier wohnte Helene Hoffmann verh. Zuntz Jg. 1923 Jugend-Alija 1939 Palästina                                                                                            | 17. Juli 2014 | |
| Heinz 'Henry'Hoffmann      | Wallstraße 19                | Bild gesucht Die Wikipedia wünscht sich an dieser Stelle ein Bild vom hier behandelten Ort. Falls du dabei helfen möchtest, erklärt die Anleitung , wie das geht. BW | Hier wohnte Heinz 'Henry' Hoffmann Jg. 1924 deportiert 1942 Theresienstadt 1942 Auschwitz ermordet                                                                      | 17. Juli 2014 | |
| Lazarus Louis Hoffmann     | Wallstraße 20                | Bild gesucht Die Wikipedia wünscht sich an dieser Stelle ein Bild vom Ort mit diesen Koordinaten 53.470239 7.484715 . Motiv: Wallstraße 20: die Stolpersteine für die Familie Hoffmann, die Lage und das Haus Falls du dabei helfen möchtest, erklärt die Anleitung , wie das geht. BW                                                     | Hier wohnte Lazarus Louis Hoffmann | 23. Okt. 2017 | |
| Lina Hoffmann              | Wallstraße 20                | Bild gesucht Die Wikipedia wünscht sich an dieser Stelle ein Bild vom hier behandelten Ort. Falls du dabei helfen möchtest, erklärt die Anleitung , wie das geht. BW | Hier wohnte Lina Hoffmann | 23. Okt. 2017 | |
| Rosie Hoffmann             | Wallstraße 20                | Bild gesucht Die Wikipedia wünscht sich an dieser Stelle ein Bild vom hier behandelten Ort. Falls du dabei helfen möchtest, erklärt die Anleitung , wie das geht. BW | Hier wohnte Rosie Hoffmann | 23. Okt. 2017 | |
| Dr. Manfred Louis Hoffmann | Wallstraße 20                | Bild gesucht Die Wikipedia wünscht sich an dieser Stelle ein Bild vom hier behandelten Ort. Falls du dabei helfen möchtest, erklärt die Anleitung , wie das geht. BW | Hier wohnte Dr. Manfred Louis Hoffmann | 23. Okt. 2017 | |
| Harri Hoffmann             | Wallstraße 20                | Bild gesucht Die Wikipedia wünscht sich an dieser Stelle ein Bild vom hier behandelten Ort. Falls du dabei helfen möchtest, erklärt die Anleitung , wie das geht. BW | Hier wohnte Harri Hoffmann | 23. Okt. 2017 | |
| Abraham Josef Samson       | Wallstraße 22                | Bild gesucht Die Wikipedia wünscht sich an dieser Stelle ein Bild vom Ort mit diesen Koordinaten 53.470338 7.484727 . Motiv: Wallstraße 22: die Stolpersteine für die Familie Samson, die Lage und das Haus Falls du dabei helfen möchtest, erklärt die Anleitung , wie das geht. BW                                                       | Hier wohnte Abraham Josef Samson Jg. 1885 'Schutzhaft' 1938 Sachsenhausen deportiert 1943 Auschwitz ermordet 30.1.1943                                                  | 17. Juli 2014 | |
| Frieda Samson              | Wallstraße 22                | Bild gesucht Die Wikipedia wünscht sich an dieser Stelle ein Bild vom hier behandelten Ort. Falls du dabei helfen möchtest, erklärt die Anleitung , wie das geht. BW | Hier wohnte Frieda Samson geb. Wolff Jg. 1892 deportiert 1943 Auschwitz ermordet 30.1.1943                                                                              | 17. Juli 2014 | |
| Herta Samson               | Wallstraße 22                | Bild gesucht Die Wikipedia wünscht sich an dieser Stelle ein Bild vom hier behandelten Ort. Falls du dabei helfen möchtest, erklärt die Anleitung , wie das geht. BW | Hier wohnte Herta Samson Jg. 1919 Flucht 1938 England | 17. Juli 2014 | |
| Josef Samson               | Wallstraße 22                | Bild gesucht Die Wikipedia wünscht sich an dieser Stelle ein Bild vom hier behandelten Ort. Falls du dabei helfen möchtest, erklärt die Anleitung , wie das geht. BW | Hier wohnte Josef Samson Jg. 1920 Flucht 1939 England | 17. Juli 2014 | |
| Grete Samson               | Wallstraße 22                | Bild gesucht Die Wikipedia wünscht sich an dieser Stelle ein Bild vom hier behandelten Ort. Falls du dabei helfen möchtest, erklärt die Anleitung , wie das geht. BW | Hier wohnte Grete Samson verh. Munn Jg. 1922 deportiert 1943 Auschwitz befreit/überlebt                                                                                 | 17. Juli 2014 | |
| Siegfried Samson           | Wallstraße 22                | Bild gesucht Die Wikipedia wünscht sich an dieser Stelle ein Bild vom hier behandelten Ort. Falls du dabei helfen möchtest, erklärt die Anleitung , wie das geht. BW | Hier wohnte Siegfried Samson Jg. 1925 deportiert 1943 Auschwitz 1943 Buchenwald ermordet                                                                                | 17. Juli 2014 | |
| Hanchen Hoffmann           | Wallstraße 24                | Bild gesucht Die Wikipedia wünscht sich an dieser Stelle ein Bild vom Ort mit diesen Koordinaten 53.470406 7.48473 . Motiv: Wallstraße 24: die Stolpersteine für die Familie Hoffmann und Moses Feingersch, Cäcilie Usansky, die Lage und das Haus Falls du dabei helfen möchtest, erklärt die Anleitung , wie das geht. BW                | Hier wohnte Hanchen Hoffmann geb. Wolff Jg. 1889 Flucht 1939 Holland, Frankreich interniert Drancy deportiert 1942 Auschwitz ermordet 1942                              | 3. Juli 2015  | |
| Friederike Hoffmann        | Wallstraße 24                | Bild gesucht Die Wikipedia wünscht sich an dieser Stelle ein Bild vom hier behandelten Ort. Falls du dabei helfen möchtest, erklärt die Anleitung , wie das geht. BW | Hier wohnte Friederike Hoffmann verh. Wildstrom Jg. 1912 Flucht 1936 Holland mit Hilfe befreit/überlebt                                                                 | 3. Juli 2015  | |
| Werner Hoffmann            | Wallstraße 24                | Bild gesucht Die Wikipedia wünscht sich an dieser Stelle ein Bild vom hier behandelten Ort. Falls du dabei helfen möchtest, erklärt die Anleitung , wie das geht. BW | Hier wohnte Werner Hoffmann | 17. Dez. 2015 | |
| Moses Feingersch           | Wallstraße 24                | Bild gesucht Die Wikipedia wünscht sich an dieser Stelle ein Bild vom hier behandelten Ort. Falls du dabei helfen möchtest, erklärt die Anleitung , wie das geht. BW | Hier wohnte Moses Feingersch Jg. 1916 Flucht 1937 Palästina | 24. Juni 2021 | |
| Cäcilie Usansky            | Wallstraße 24                | Bild gesucht Die Wikipedia wünscht sich an dieser Stelle ein Bild vom hier behandelten Ort. Falls du dabei helfen möchtest, erklärt die Anleitung , wie das geht. BW | Hier wohnte Cäcilie Usansky | 5. Okt. 2021  | |
| Rosa Jonas Wolffs          | Wallstraße 25 ·              | Bild gesucht Die Wikipedia wünscht sich an dieser Stelle ein Bild vom Ort mit diesen Koordinaten 53.470796 7.484613 . Motiv: Wallstraße 25: die Stolpersteine für Familie Wolffs, die Lage und das Haus Falls du dabei helfen möchtest, erklärt die Anleitung , wie das geht. BW                                                           | Hier wohnte Rosa Jonas Wolffs geb. Wolff Jg. 1881 Flucht 1940 USA | 24. Juni 2021 | |
| Else Wolffs                | Wallstraße 25 ·              | Bild gesucht Die Wikipedia wünscht sich an dieser Stelle ein Bild vom hier behandelten Ort. Falls du dabei helfen möchtest, erklärt die Anleitung , wie das geht. BW | Hier wohnte Else Wolffs Jg. 1906 Flucht 1940 USA | 24. Juni 2021 | |
| Meinhard Wolffs            | Wallstraße 25 ·              | Bild gesucht Die Wikipedia wünscht sich an dieser Stelle ein Bild vom hier behandelten Ort. Falls du dabei helfen möchtest, erklärt die Anleitung , wie das geht. BW | Hier wohnte Meinhard Wolffs Jg. 1910 Flucht 1938 USA | 24. Juni 2021 | |
| Siegbert Wolffs            | Wallstraße 25 ·              | Bild gesucht Die Wikipedia wünscht sich an dieser Stelle ein Bild vom hier behandelten Ort. Falls du dabei helfen möchtest, erklärt die Anleitung , wie das geht. BW | Hier wohnte Siegbert Wolffs Jg. 1912 Flucht 1938 USA | 24. Juni 2021 | |
| David Hoffmann             | Wallstraße 28                | Bild gesucht Die Wikipedia wünscht sich an dieser Stelle ein Bild vom Ort mit diesen Koordinaten 53.470573 7.484723 . Motiv: Wallstraße 28: die Stolpersteine für David Hoffmann und Erna de Haas, die Lage und das Haus Falls du dabei helfen möchtest, erklärt die Anleitung , wie das geht. BW                                          | Hier wohnte David Hoffmann Jg. 1877 unfreiwillig verzogen 1940 Hamburg deportiert 1941 Minsk ermordet 1942                                                              | 3. Juli 2015  | |
| Erna de Haas               | Wallstraße 28                | Bild gesucht Die Wikipedia wünscht sich an dieser Stelle ein Bild vom hier behandelten Ort. Falls du dabei helfen möchtest, erklärt die Anleitung , wie das geht. BW | Hier wohnte Erna de Haas Jg. 1922 deportiert 1941 Riga ermordet 1.10.1944 Stutthof                                                                                      | 3. Juli 2015  | |
| Jakob M. Cohen             | Wallstraße 33 ·              | Bild gesucht Die Wikipedia wünscht sich an dieser Stelle ein Bild vom Ort mit diesen Koordinaten 53.471117 7.484598 . Motiv: Wallstraße 33: die Stolpersteine für die Familie Cohen, die Lage und das Haus Falls du dabei helfen möchtest, erklärt die Anleitung , wie das geht. BW                                                        | Hier wohnte Jakob M. Cohen | 21. Okt. 2016 | |
| Hannchen David Cohen       | Wallstraße 33 ·              | Bild gesucht Die Wikipedia wünscht sich an dieser Stelle ein Bild vom hier behandelten Ort. Falls du dabei helfen möchtest, erklärt die Anleitung , wie das geht. BW | Hier wohnte Hannchen David Cohen | 21. Okt. 2016 | |
| Minka Jakob Cohen          | Wallstraße 33 ·              | Bild gesucht Die Wikipedia wünscht sich an dieser Stelle ein Bild vom hier behandelten Ort. Falls du dabei helfen möchtest, erklärt die Anleitung , wie das geht. BW | Hier wohnte Minka Jakob Cohen | 21. Okt. 2016 | |
| David Jakob Cohen          | Wallstraße 33 ·              | Bild gesucht Die Wikipedia wünscht sich an dieser Stelle ein Bild vom hier behandelten Ort. Falls du dabei helfen möchtest, erklärt die Anleitung , wie das geht. BW | Hier wohnte David Jakob Cohen | 21. Okt. 2016 | |
| Martha Jakob Cohen         | Wallstraße 33 ·              | Bild gesucht Die Wikipedia wünscht sich an dieser Stelle ein Bild vom hier behandelten Ort. Falls du dabei helfen möchtest, erklärt die Anleitung , wie das geht. BW | Hier wohnte Martha Jakob Cohen | 21. Okt. 2016 | |
| Manfred Jakob Cohen        | Wallstraße 33 ·              | Bild gesucht Die Wikipedia wünscht sich an dieser Stelle ein Bild vom hier behandelten Ort. Falls du dabei helfen möchtest, erklärt die Anleitung , wie das geht. BW | Hier wohnte Manfred Jakob Cohen | 21. Okt. 2016 | |
| Calmer 'Karl'Wolff         | Wallstraße 37                | Bild gesucht Die Wikipedia wünscht sich an dieser Stelle ein Bild vom Ort mit diesen Koordinaten 53.471287 7.484597 . Motiv: Wallstraße 37: die Stolpersteine für die Familie Wolff, die Lage und das Haus Falls du dabei helfen möchtest, erklärt die Anleitung , wie das geht. BW                                                        | Hier wohnte Calmer 'Karl' Wolff Jg. 1874 unfreiwillig verzogen 1940 Berlin deportiert 1942 Theresienstadt ermordet 18.5.1944 Auschwitz                                  | 3. Juli 2015  | |
| Helene Wolff               | Wallstraße 37                | Bild gesucht Die Wikipedia wünscht sich an dieser Stelle ein Bild vom hier behandelten Ort. Falls du dabei helfen möchtest, erklärt die Anleitung , wie das geht. BW | Hier wohnte Helene Wolff geb. Goldwein Jg. 1884 unfreiwillig verzogen 1940 Berlin deportiert 1942 Theresienstadt ermordet 2.1.1943                                      | 3. Juli 2015  | |
| Wilhelm Wolff              | Wallstraße 37                | Bild gesucht Die Wikipedia wünscht sich an dieser Stelle ein Bild vom hier behandelten Ort. Falls du dabei helfen möchtest, erklärt die Anleitung , wie das geht. BW | Hier wohnte Wilhelm Wolff Jg. 1907 Flucht 1938 Holland interniert Westerbork deportiert 1943 Sobibor ermordet 21.5.1943                                                 | 3. Juli 2015  | |
| Jonas Wolff                | Wallstraße 37                | Bild gesucht Die Wikipedia wünscht sich an dieser Stelle ein Bild vom hier behandelten Ort. Falls du dabei helfen möchtest, erklärt die Anleitung , wie das geht. BW | Hier wohnte Jonas Wolff Jg. 1911 'Schutzhaft' 1938 Sachsenhausen deportiert 1943 ermordet in Auschwitz                                                                  | 3. Juli 2015  | |
| Riwka 'Berta'Hartog        | Wallstraße 46                | Bild gesucht Die Wikipedia wünscht sich an dieser Stelle ein Bild vom Ort mit diesen Koordinaten 53.471128 7.484692 . Motiv: Wallstraße 46: die Stolpersteine für die Familie Hartog, die Lage und das Haus Falls du dabei helfen möchtest, erklärt die Anleitung , wie das geht. BW                                                       | Hier wohnte Riwka 'Berta' Hartog | 21. Okt. 2016 | |
| Sara Hartog                | Wallstraße 46                | Bild gesucht Die Wikipedia wünscht sich an dieser Stelle ein Bild vom hier behandelten Ort. Falls du dabei helfen möchtest, erklärt die Anleitung , wie das geht. BW | Hier wohnte Sara Hartog | 21. Okt. 2016 | |
| Kossmann 'Oskar'Hartog     | Wallstraße 46                | Bild gesucht Die Wikipedia wünscht sich an dieser Stelle ein Bild vom hier behandelten Ort. Falls du dabei helfen möchtest, erklärt die Anleitung , wie das geht. BW | Hier wohnte Kossmann 'Oskar' Hartog | 21. Okt. 2016 | |
| Siegfried Wolff            | Wallstraße 54                | Bild gesucht Die Wikipedia wünscht sich an dieser Stelle ein Bild vom Ort mit diesen Koordinaten 53.471518 7.484692 . Motiv: Wallstraße 54 oder 56: die Stolperstein für die Familien Wolff und Wallheimer, die Lage und das Haus Falls du dabei helfen möchtest, erklärt die Anleitung , wie das geht. BW                                 | Hier wohnte Siegfried Wolff | 19. Sep. 2018 | |
| Eva Wolff                  | Wallstraße 54                | Bild gesucht Die Wikipedia wünscht sich an dieser Stelle ein Bild vom hier behandelten Ort. Falls du dabei helfen möchtest, erklärt die Anleitung , wie das geht. BW | Hier wohnte Eva Wolff | 19. Sep. 2018 | |
| Wilhelm Wolff              | Wallstraße 54                | Bild gesucht Die Wikipedia wünscht sich an dieser Stelle ein Bild vom hier behandelten Ort. Falls du dabei helfen möchtest, erklärt die Anleitung , wie das geht. BW | Hier wohnte Wilhelm Wolff | 19. Sep. 2018 | |
| Levy Wolff                 | Wallstraße 54                | Bild gesucht Die Wikipedia wünscht sich an dieser Stelle ein Bild vom hier behandelten Ort. Falls du dabei helfen möchtest, erklärt die Anleitung , wie das geht. BW | Hier wohnte Levy Wolff | 19. Sep. 2018 | |
| Levy Benjamin Wallheimer   | Wallstraße 54                | Bild gesucht Die Wikipedia wünscht sich an dieser Stelle ein Bild vom hier behandelten Ort. Falls du dabei helfen möchtest, erklärt die Anleitung , wie das geht. BW | Hier wohnte Levy Benjamin Wallheimer | 19. Sep. 2018 | |
| Henriette Wallheimer       | Wallstraße 54                | Bild gesucht Die Wikipedia wünscht sich an dieser Stelle ein Bild vom hier behandelten Ort. Falls du dabei helfen möchtest, erklärt die Anleitung , wie das geht. BW | Hier wohnte Henriette Wallheimer | 19. Sep. 2018 | |
| Benjamin Wallheimer        | Wallstraße 54                | Bild gesucht Die Wikipedia wünscht sich an dieser Stelle ein Bild vom hier behandelten Ort. Falls du dabei helfen möchtest, erklärt die Anleitung , wie das geht. BW | Hier wohnte Benjamin Wallheimer | 19. Sep. 2018 | |
| Joseph Wallheimer          | Wallstraße 54                | Bild gesucht Die Wikipedia wünscht sich an dieser Stelle ein Bild vom hier behandelten Ort. Falls du dabei helfen möchtest, erklärt die Anleitung , wie das geht. BW | Hier wohnte Joseph Wallheimer | 19. Sep. 2018 | |
| Karoline Käthe Hess        | Wallstraße 56                | Bild gesucht Die Wikipedia wünscht sich an dieser Stelle ein Bild vom Ort mit diesen Koordinaten 53.471567 7.484685 . Motiv: Wallstraße 56 rechts: die Stolpersteine für Karoline Käthe Hess und Bertha Wolff, die Lage und das Haus Falls du dabei helfen möchtest, erklärt die Anleitung , wie das geht. BW                              | Hier wohnte Karoline Käthe Hess Jg. 1901 deportiert 1941 Łodz/Litzmannstadt ermordet 3.5.1942                                                                           | 27. Jan. 2015 | |
| Bertha Wolff               | Wallstraße 56                | Bild gesucht Die Wikipedia wünscht sich an dieser Stelle ein Bild vom hier behandelten Ort. Falls du dabei helfen möchtest, erklärt die Anleitung , wie das geht. BW | Hier wohnte Bertha Wolff verh. Gottheim Jg. 1910 Flucht 1937 Holland interniert Westerbork deportiert 1942 Auschwitz ermordet 17.7.1942                                 | 27. Jan. 2015 | |
| Levy Isaak Wolff           | Wallstraße 56                | Bild gesucht Die Wikipedia wünscht sich an dieser Stelle ein Bild vom hier behandelten Ort. Falls du dabei helfen möchtest, erklärt die Anleitung , wie das geht. BW | Hier wohnte Levy Isaak Wolff | 5. Okt. 2021  | |
| Frida Wolff                | Wallstraße 56                | Bild gesucht Die Wikipedia wünscht sich an dieser Stelle ein Bild vom hier behandelten Ort. Falls du dabei helfen möchtest, erklärt die Anleitung , wie das geht. BW | Hier wohnte Frida Wolff | 5. Okt. 2021  | |
| Renate Wolff               | Wallstraße 56                | Bild gesucht Die Wikipedia wünscht sich an dieser Stelle ein Bild vom hier behandelten Ort. Falls du dabei helfen möchtest, erklärt die Anleitung , wie das geht. BW | Hier wohnte Renate Wolff | 5. Okt. 2021  | |
| Günther Wolff              | Wallstraße 56                | Bild gesucht Die Wikipedia wünscht sich an dieser Stelle ein Bild vom hier behandelten Ort. Falls du dabei helfen möchtest, erklärt die Anleitung , wie das geht. BW | Hier wohnte Günther Wolff | 5. Okt. 2021  | |
| Daniel Samuel Wolff        | Wallstraße 56                | Bild gesucht Die Wikipedia wünscht sich an dieser Stelle ein Bild vom Ort mit diesen Koordinaten 53.471632 7.484677 . Motiv: Wallstraße 56 links: die Stolpersteine für die Familien Wolffs und Leers, die Lage und das Haus Falls du dabei helfen möchtest, erklärt die Anleitung , wie das geht. BW                                      | Hier wohnte Daniel Samuel Wolff Jg. 1895 deportiert 1942 Theresienstadt 1944 Auschwitz ermordet                                                                         | 27. Jan. 2015 | |
| Henny Wolff                | Wallstraße 56                | Bild gesucht Die Wikipedia wünscht sich an dieser Stelle ein Bild vom hier behandelten Ort. Falls du dabei helfen möchtest, erklärt die Anleitung , wie das geht. BW | Hier wohnte Henny Wolff geb. Hartogsohn Jg. 1891 deportiert 1942 Theresienstadt 1944 Auschwitz ermordet                                                                 | 27. Jan. 2015 | |
| Caroline 'Lina'Wolff       | Wallstraße 56                | Bild gesucht Die Wikipedia wünscht sich an dieser Stelle ein Bild vom hier behandelten Ort. Falls du dabei helfen möchtest, erklärt die Anleitung , wie das geht. BW | Hier wohnte Caroline 'Lina' Wolff verh. Rotfeld Jg. 1921 Flucht 1940 Palästina interniert Atlit entlassen 1943                                                          | 27. Jan. 2015 | |
| Ernst Wolff                | Wallstraße 56                | Bild gesucht Die Wikipedia wünscht sich an dieser Stelle ein Bild vom hier behandelten Ort. Falls du dabei helfen möchtest, erklärt die Anleitung , wie das geht. BW | Hier wohnte Ernst Wolff Jg. 1924 Flucht 1938 Holland interniert Westerbork deportiert 1944 Theresienstadt Schwarzheide 1945 Todesmarsch Theresienstadt befreit/überlebt | 27. Jan. 2015 | |
| Senta Sara Wolff           | Wallstraße 56                | Bild gesucht Die Wikipedia wünscht sich an dieser Stelle ein Bild vom hier behandelten Ort. Falls du dabei helfen möchtest, erklärt die Anleitung , wie das geht. BW | Hier wohnte Senta Sara Wolff Jg. 1922 deportiert 1942 Zamosc ermordet                                                                                                   | 27. Jan. 2015 | |
| Helmut Samuel Wolff        | Wallstraße 56                | Bild gesucht Die Wikipedia wünscht sich an dieser Stelle ein Bild vom hier behandelten Ort. Falls du dabei helfen möchtest, erklärt die Anleitung , wie das geht. BW | Hier wohnte Helmut Samuel Wolff Jg. 1929 deportiert 1942 Theresienstadt 1944 Auschwitz ermordet                                                                         | 27. Jan. 2015 | |
| Caroline Gottschalk Leers  | Wallstraße 56                | Bild gesucht Die Wikipedia wünscht sich an dieser Stelle ein Bild vom hier behandelten Ort. Falls du dabei helfen möchtest, erklärt die Anleitung , wie das geht. BW | Hier wohnte Caroline Gottschalk Leers Jg. 1863 unfreiwillig verzogen 1940 Bremen deportiert 1942 Theresienstadt ermordet 26.9.1942 Treblinka                            | 27. Jan. 2015 | |
| Victor Gottschalk Leers    | Wallstraße 56                | Bild gesucht Die Wikipedia wünscht sich an dieser Stelle ein Bild vom hier behandelten Ort. Falls du dabei helfen möchtest, erklärt die Anleitung , wie das geht. BW | Hier wohnte Victor Gottschalk Leers Jg. 1861 unfreiwillig verzogen 1940 Bremen deportiert 1942 Theresienstadt ermordet 29.7.1942                                        | 27. Jan. 2015 | |
| Sara Leers                 | Wallstraße 56                | Bild gesucht Die Wikipedia wünscht sich an dieser Stelle ein Bild vom hier behandelten Ort. Falls du dabei helfen möchtest, erklärt die Anleitung , wie das geht. BW | Hier wohnte Sara Leers geb. Goldschmidt Jg. 1873 unfreiwillig verzogen 1940 Bremen deportiert 1942 Theresienstadt ermordet 21.3.1943                                    | 27. Jan. 2015 | |
| Benjamin Samson            | Zingelstraße 3 ·             | Bild gesucht Die Wikipedia wünscht sich an dieser Stelle ein Bild vom Ort mit diesen Koordinaten 53.472234 7.485273 . Motiv: Zingelstraße 3: die Stolpersteine für die Familie Samson, die Lage und das Haus Falls du dabei helfen möchtest, erklärt die Anleitung , wie das geht. BW                                                      | Hier wohnte Benjamin Samson | 12. Juni 2012 | |
| Herz Samson                | Zingelstraße 3 ·             | Bild gesucht Die Wikipedia wünscht sich an dieser Stelle ein Bild vom hier behandelten Ort. Falls du dabei helfen möchtest, erklärt die Anleitung , wie das geht. BW | Hier wohnte Herz Samson | 12. Juni 2012 | |
| Ruben Samson               | Zingelstraße 3 ·             | Bild gesucht Die Wikipedia wünscht sich an dieser Stelle ein Bild vom hier behandelten Ort. Falls du dabei helfen möchtest, erklärt die Anleitung , wie das geht. BW | Hier wohnte Ruben Samson | 12. Juni 2012 | |